# 파키스탄
파키스탄 이슬람 공화국(우르두어: اسلامی جمہوریہ پاکِستان 이슬라미 줌후리예 파키스탄, 영어: Islamic Republic of Pakistan 이슬라믹 리퍼블릭 오브 파키스탄[*]), 약칭 파키스탄(우르두어: پاکستان, 영어: Pakistan 파키스탄[*])은 남아시아에 위치한 국가이다. 인구는 약 225,199,168 명(2021년)으로 세계에서 5번째로 인구가 많은 나라이며, 무슬림의 수는 세계에서 2번째로 많다. 2024년 군사력 순위는 9위로 여겨진다. 면적은 약 796,095km²로 세계에서 33번째로 거대한 크기이다. 아라비아 해와 오만 만을 따라 1,046km의 해안선을 남쪽에 맞대고 있으며, 동쪽으로는 인도, 북서쪽으로는 아프가니스탄, 서쪽으로는 옛 페르시아제국의 중심이였던 이란, 북동쪽으로는 중화인민공화국과 마주하고 있으며, 오만과는 해상 국경을 서로 접하고 있다.
파키스탄은 여러 고대 문명들의 발원지로, 8,500년이 넘은 남아시아 지방에서 가장 오래된 신석기 시대 유적이 발견되기도 하였으며, 청동기 인더스 문명의 태동지이기도 하다. 이후 아케메네스 제국이 등장하였으며, 알렉산드로스 대왕이 잠시 헬라 왕국을 통하여 파키스탄 지방을 정복한 이후에는 셀레우코스 제국, 마우리아 제국, 쿠샨 제국, 굽타 제국 등이 연달아 나고 지는 것을 반복하였다. 또한 우마이야 칼리파조, 가즈나 제국, 델리 술탄국, 무굴 제국, 두라니 제국, 시크 왕국 등이 파키스탄 지역을 통치하였으며, 근대기에는 영국 동인도회사의 지배를 받았고 1858년부터 1947년까지는 인도 제국으로 묶여 영국의 통치를 받았다.
2차 세계대전을 거치면서 점차 인도 제국의 국민들이 자결주의에 눈을 뜨기 시작하자, 파키스탄 지방에서도 무슬림들을 중심으로 ‘파키스탄 운동’이 일어나 영국으로부터 독립을 요구하기 시작하였고, 1946년 선거에서 승리하면서 1947년 마침내 영국으로부터 완전한 독립을 이루어냈다. 다만 이 과정에서 힌두교가 주축이던 인도와, 이슬람교가 주축이던 파키스탄이 서로 분리독립을 하면서 수많은 사람들이 강제로 이주하거나 살해당하는 대규모 디아스포라가 벌어지기도 하였다. 파키스탄은 민족적, 언어적으로도 굉장히 다원화된 국가이며, 지리와 야생환경도 다양한 편이다. 파키스탄은 1956년 헌법을 제정하여 이슬람 공화국임을 명시하였으며, 1971년에는 동파키스탄이 방글라데시 독립전쟁 이후 방글라데시로 새롭게 탄생하였다. 이후 약 40여 년 동안 파키스탄은 문민 정부와 군부 정권이 서로 번갈아가면서 집권하며 복잡한 정치 체제를 유지하였으며, 민주주의와 권위주의, 속세주의와 이슬람 극단주의가 공존하는 굉장히 미묘한 사회 체계를 갖추게 되었다. 파키스탄은 2008년에 완전한 문민정부를 선거를 통해 구성하였으며, 2010년에는 주기적인 선거제도를 포함한 의회민주주의 제도를 채택하기도 했다.
파키스탄은 현재 6번째로 거대한 규모의 군대를 갖추고 있으며, 핵보유국이며 핵무기를 다량 보유하고 있다. 경제적으로는 빠르게 성장하고 있는 개발도상국에 속하며, 그 경제성장률은 세계적으로도 가장 빠른 편에 속한다. 파키스탄은 UN, 상하이 협력 기구, OIC, 커먼웰스, SAARC, 비동맹 운동의 일원이기도 하다.

## 국명
'파키스탄'이라는 국명은 우르두어나 페르시아어로 해석할 시에 '순수함이 넘치는 땅'이라는 뜻을 가지고 있다. '파키스탄'이라는 단어는 크게 '파키'라는 단어와 '스탄'이라는 단어로 나눌 수 있는데, 먼저 '파키(پاک)'는 페르시아어로 '순수함', 혹은 '청정함'이라는 뜻을 가지고 있으며, '스탄(ـستان)'은 페르시아어로 '풍요로운 곳', 혹은 '모든 것이 넘치는 곳' 정도로 해석할 수 있다.
파키스탄이라는 국호는 독립운동가인 초우드리 라흐마트 알리가 인도 제국의 무슬림은 따로 국가를 세워야 한다는 두 국가 이론을 주장하면서 1933년에 발간한 팸플릿인 'Now or Never'에서, 인도 제국의 펀자브, 아프가니아, 카슈미르, 신드, 발루치스탄 등 5개의 북부 지방을 일컫기 위하여 처음 사용한 것으로 알려져 있다. 팸플릿에는 "'파키스탄'에 살고 있는 3천만 무슬림들이여"라는 문구가 적혀있다.

## 역사

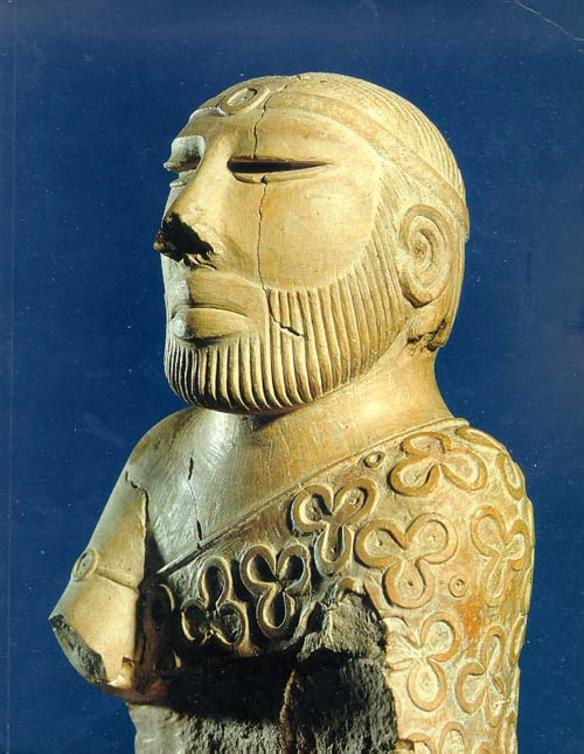
모헨조다로 유적에서 발견된 고대 신왕의 조각상

### 고대 - 중세
남아시아에서 가장 오래된 문명인 인더스 문명이 바로 현재 파키스탄 지역에서 발생하였다. 파키스탄 지역에서는 구석기 후기 시절부터 소아니아인들이 거주하기 시작하였으며, 펀자브 지방에서는 이들이 사용한 석기 유적들이 발견되기도 했다. 또한 현재 파키스탄에 대부분의 지역을 걸치고 있는 인더스 유역은 신석기와 청동기 이래 기원전 2800년부터 기원전 1800년까지 여러 문명들이 발원한 고대 문명의 요람이었으며, 가장 대표적인 도시들로는 하라파나 모헨조다로 등이 번영을 누렸다.
인더스 문명 이후인 기원전 1500년부터 기원전 500년까지는 인도-아리아 문명이 번성하였으며, 이 시기를 베다 시대라고 부른다. 이 시대를 ‘베다 시대’라고 일컫는 이유는 인도에서 가장 오래된 힌두교 최고의 경전인 베다가 이 시기에 작성되었기 때문이다. 당시 베다 문명은 기원전 1000년 경에 세워진 펀자브 지방의 탁실라에서 그 번영의 정점을 찍었으며, 기원전 519년 경에는 페르시아 아케메네스 제국이 등장하였고 기원전 326년에는 알렉산더 대왕이 다스린 헬레니즘 제국이 페르시아를 멸망시키고 새롭게 들어섰다. 이후에는 찬드라굽타 대왕이 마우리아 제국을 세웠고, 이후 아소카 대제가 등장하면서 마우리아 제국의 판도를 최대로 넓히는 데에 성공하기도 했다. 데메트리오스 1세가 세운 인도-그리스 왕국은 간다라 지방과 펀자브 지방을 다스렸으며, 메난드로스 국왕 시절에 최대 영토를 자랑하면서 그리스-불교 문명을 널리 퍼뜨렸다. 이때 가장 번영한 지방이었던 탁실라는 세계에서도 가장 이른 시기에 대학을 지었으며, 교육 수준도 가장 높은 수준이었으며 기원전 6세기에 이미 대학을 가지고 있었다. 당시의 학교들은 여러 강의실들과 기숙사들을 가지고 있는 사원과 비슷한 구조였으며, 주로 가르치는 내용들은 종교적, 신학적 내용이었다. 이 파키스탄의 고대 학교들은 알렉산더 대왕이 침공할 당시 마케도니아 병사들이 기록으로 남겼으며, 4세기와 5세기 경의 중국에서 건너온 순례자들도 이에 대한 기록을 남겼다.
한편 489년에서 632년까지 번성한 신드 주의 라이 왕조는 그 국력의 전성기 시절에 파키스탄 지역을 다스렸다. 또한 마지막 불교 제국이었던 팔라 왕조는 다르마팔라 왕과 데바팔라 왕 시절에 남아시아 쪽으로 활발한 정복 사업을 전개하여 북인도를 거쳐 현재의 방글라데시 지방까지 정복하였다.

### 이슬람 제국
711년 경에는 아랍에서 건너온 무슬림 정복자인 무하마드 빈 카심이 신드 지방을 정복하였다. 이슬람을 신봉하는 파키스탄 정부는 이때부터 파키스탄의 기초가 제대로 놓이기 시작했다고 주장하고 있다만, ‘파키스탄’이라는 단일 국가의 개념 자체는 19세기에 들어와서야 만들어진 것이기에 파키스탄 정부의 공식 주장에는 약간 하자가 있다. 어쨌든 중세 초기인 642년 경부터 1219년 경까지 파키스탄 지방에는 점차 이슬람교가 뿌리깊게 퍼져나가기 시작하였으며, 수니파 선교사들이 왕성하게 활동하며 지역의 불교도들과 힌두교도들을 무슬림으로 개종시키는 데에 성공하였다. 이후 파키스탄 지방에서 등장한 제국과 왕국들은 모두 이슬람교를 믿었는데, 가장 대표적인 국가들이 기원전 975년부터 1187년까지 존속한 가즈나 제국, 샨사브 왕국, 1206년부터 1526년까지 존속한 델리 술탄조 등이 있다. 또한 델리 술탄조의 마지막 왕조였던 로디 왕조를 몰아내고 인도를 정복한 무굴 제국 또한 무슬림 제국이었다.

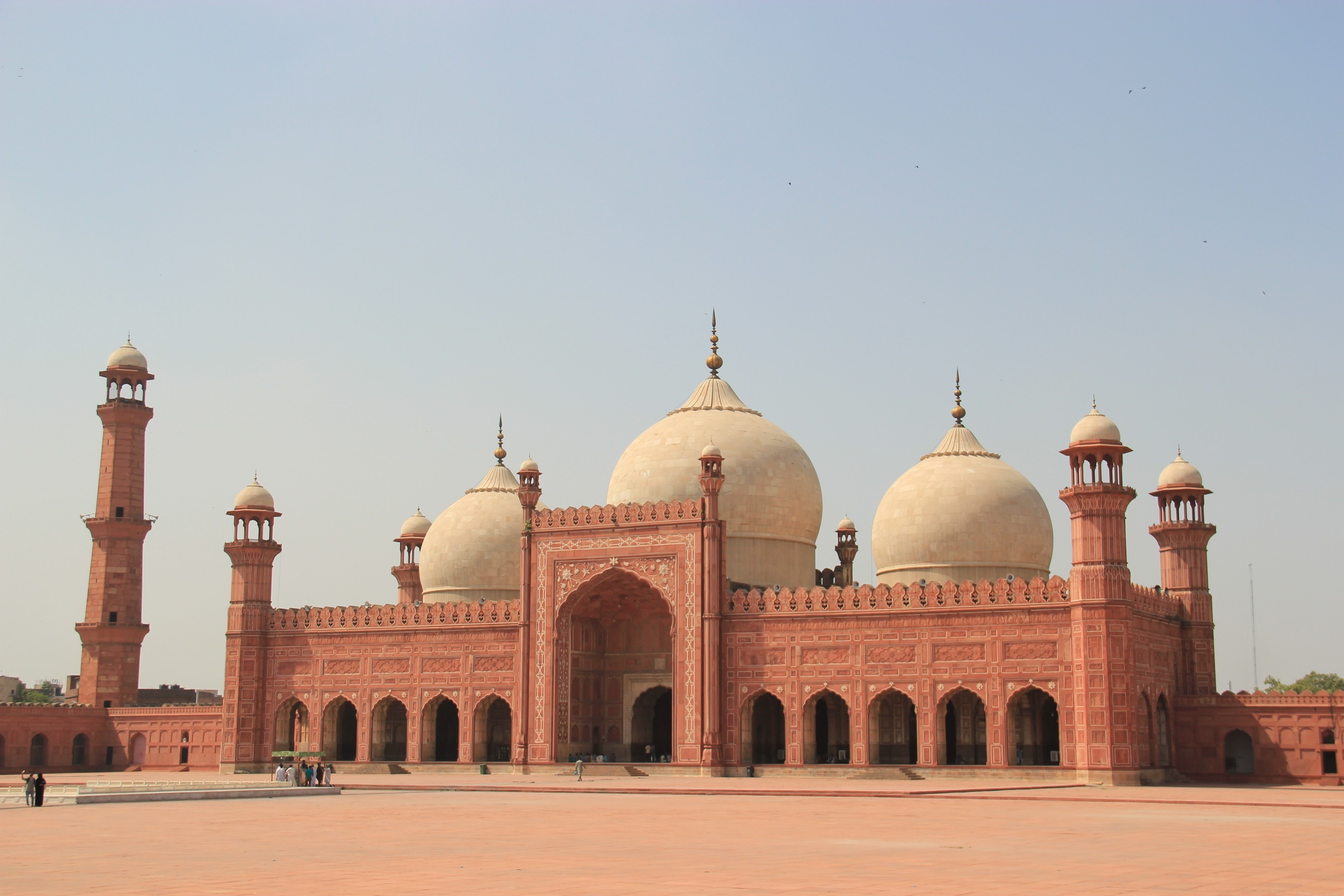
라호르의 바드샤히 모스크

1526년에 건국된 무굴 제국은 이후 인도를 대부분 정복하면서 페르시아 문화를 널리 퍼뜨려나갔고, 이로 인하여 파키스탄 지방에도 인도-페르시아 문화가 성립되기 시작하였다. 무굴 제국 시대에 파키스탄 지역의 대도시에는 라호르와 타타 등이 있었으며, 이 때문에 이 도시들에는 웅장한 무굴 제국 시절의 건물들이 매우 많은 편이다. 파키스탄 지역은 16세기 초부터 계속 무슬림 황제들이 다스리는 무굴 제국의 지배 하에 놓여있었으나, 18세기 초부터는 점차 서구 열강들이 인도로 침입해들어오며 무굴 제국이 망해가기 시작하자 점차 정치적으로 혼란스러운 상태에 빠지게 된다.
전세계적으로 식민주의의 광풍이 불던 18세기 경, 영국 동인도회사는 파키스탄의 해안선 지역에 여러 무역기지들을 설치하였으며, 영국은 상선들을 보호하고 경제적 자유를 지켜낸다는 구실로 이 기지들에 군대를 파견하면서 점차 파키스탄 지역에 강한 영향력을 행사하기 시작하였다. 결국 동인도회사는 1765년에는 다른 서구 경쟁자들을 몰아내고 인도 아대륙 전부를 차지하는 데에 성공하였으며, 나중에는 벵골 지역도 점령하고 군대를 통한 통제력을 대폭 강화하면서 1820년 경에는 인도와 파키스탄 등지에 이르는 광대한 유역의 영토를 차지하였다. 많은 역사학자들은 이때부터를 파키스탄의 식민기의 시작으로 본다. 이 시기의 파키스탄은 영국의 사실상 지배를 받았으며, 동인도회사는 단순히 경제적, 정치적 동화뿐만 아니라 교육, 사회, 문화적으로도 현지인 탄압과 동시에 대대적인 동화 작업을 벌이면서 파키스탄 사회에 격랑을 불어넣었다. 가장 대표적으로 1835년의 영국교육법, 인도시민법 등이 있다. 한편 영국이 자체적인 서구식 학교들을 세우며 서구화 정책을 펼치기 시작하자, 본래 인도에서 교육을 담당하던, 서당과 비슷한 교육기관이었던 ‘마드라사’는 영국의 지원을 받지 못했고, 이때 많은 수의 마드라사들이 강제로 문을 닫았다.

### 식민기
18세기 들어 무굴 제국이 고질적인 부정부패와 서구 열강들의 침입으로 망조가 들어가자, 파키스탄 펀자브 지방의 시크 제국이 일시적으로 그 틈을 타서 상당히 거대한 영토를 정복, 다스리는 데에 성공하였으나, 얼마 지나지 않아 인도 전역의 확고한 지배권을 노리던 영국 동인도회사가 쳐들어오자 멸망하고 말았다. 1857년에는 벵골 지방에서 빅토리아 여왕과 대영제국을 상대로 한 무력 봉기였던 세포이 항쟁이 일어나기도 했다. 한편 영국은 효율적인 통치를 위하여 현지인들 사이의 갈등을 증폭시켜 함부로 반란을 일으키지 못하게 하는 전술을 사용하였는데, 인도의 가장 대표적인 두 이질집단이었던 힌두교도들과 무슬림들에게 이 전술을 매우 효과적으로 활용하였다. 영국은 이 두 집단 사이의 종교적 갈등을 대거 불러일으켰고, 언어적, 민족적, 종교적으로 판이했던 인도는 갈수록 분열을 거듭하고야 만다. 한편 힌두교도 지식인들은 힌두 전통으로 회귀하자는 내용의 ‘힌두 르네상스’를 불러일으켰고, 이를 통하여 영국령 인도에서 더 큰 사회적 권력을 얻고자 하였다. 한편 무슬림 지식인들은 이에 맞서고 수적 열세를 이겨내기 위하여 아예 2개의 국가로 나누어 갈라서자는 주장까지 펼쳤고 1906년에는 전인도 무슬림연맹을 창설하여 무슬림 세력을 결집하였다. 당시 힌두교도들의 주축 세력이었던 인도국민회의가 반영 투쟁을 벌이며 인도 독립을 외쳤던 것과는 달리, 무슬림 세력들은 상대적으로 친영적인 목소리를 띠었으며 영국적 민주주의, 의회제도 등을 받아들이고자 하였다. 1920년대와 1930년대에는 힌두교도들을 믿는 인도인들을 중심으로 수백만명이 결집한 대대적인 시민불복종 운동이 일어나 영국에 대항하기도 했다.
한편 무슬림 세력들은 1930년대에 이르러서야 이슬람교를 대표할 세력이 인도 정계에 두드러지지 못하는 것을 두려워하여 점차 결집하기 시작하였다. 1930년 12월 29일에는 당시 전인도 무슬림연맹의 위원장이었던 알라마 이크발이 ‘무슬림들이 다수를 차지하고 있는 인도 제국의 북서부 지역, 즉 펀자브, 북서부 국경지대, 신드 주, 발루치스탄 등을 따로 독립시키겠다’라고 선포하였다. 한편 인도 정계가 힌두교도들에 의하여 장악당하고, 무슬림 세력의 목소리가 갈수록 묻혀가자, 1937년과 1939년 사이에 당시 무슬림 지도자였던 무함마드 알리 진나가 다시 2국가 독립론을 활발히 띄우기 시작하였다. 2차 세계대전 동안 인도 내 무슬림 세력은 영국을 지지하였으며, 이를 통하여 2국가 독립론을 영국에게 적극적으로 표명하였고 점차 힌두교를 믿는 인도 제국의 나머지 지방들과는 멀어져만 갔다.

### 파키스탄 운동
1946년에는 영국이 인도를 독립시키기 위하여 인도와 파키스탄 지방에서 총선거를 실시하여 독립, 자치적인 의회를 구성하도록 만들었다. 이 선거에서 무슬림 연맹은 무슬림들에게 할당된 의석수 가운데 90%를 휩쓸었으며, 이로 인하여 파키스탄의 분리 독립을 외치던 무슬림 연맹의 목소리가 나날로 커져갔다. 무슬림 연맹이 인도 내 무슬림들의 단일 대변자임을 부정하던 인도 국민회의조차도 어쩔 수 없이 무슬림 연맹을 동등한 협상자로 인정할 수 밖에 없었던 것이다. 게다가 영국도 인도의 모든 무슬림들을 대표한다는 것을 천명한 무함마드 알리 진나와 그의 2국가 독립론을 무시할 수 없게 되었는데, 그럼에도 불구하고 인도를 2개로 나뉘어 독립시키고 싶지 않던 영국은 ‘내각 작전(Cabinet Misson Plan)'을 통하여 인도와 파키스탄을 묶기 위한 최후의 노력을 하기도 했다.
영국의 노력에도 불구하고 내각 작전이 수포로 돌아가자, 영국은 1946년과 1947년 사이에 영국의 식민통치를 완전히 끝내며 더 이상 인도에 개입하지 않겠다는 의사를 내비쳤다. 이를 자와할랄 네루 등 인도 국민회의와 무함마드 알리 진나 등 무슬림 연맹이 받아들이면서 1947년 6월까지 마운트배튼 인도 부왕에게서 권력을 이양한다는 내용이 결정되었고, 1947년에 영국이 인도 식민지를 인도와 파키스탄으로 분할독립시킨다는 것을 승인하면서 마침내 1947년 8월 14일에 파키스탄이 영국으로부터 독립하였다. 당시 파키스탄의 영토는 무슬림이 다수를 차지한 인도 제국의 동부 지방과 북서부 지방이었는데, 크게 발루치스탄, 동부 벵골, 북서부 국경지방, 서부 펀자브, 신드 주로 구성되어 있었다.
한편 인도와 파키스탄에 걸쳐 있던 펀자브 지방에서는, 분할 독립이 선포되자마자 힌두교도들과 무슬림 사이에서 격렬한 충돌이 일어났다. 대략 20만 명에서 200만 명 사이에 달하는 사람들이 종교갈등으로 사망한 것으로 알려져 있다. 이 과정에서 5만 명에 달하는 무슬림 여성들이 힌두교도와 시크교도들에게 납치되거나 강간당했으며, 3만 3천 명의 힌두교도 여인들 또한 무슬림들에 의하여 같은 일을 당했다. 이후 대대적인 이주가 일어났고, 650만 명에 달하는 무슬림들이 인도에서 파키스탄으로 이주하였으며 470만 명에 달하는 힌두교도들과 시크교도들이 파키스탄에서 인도로 피난을 갔다. 이는 인류 역사상 최대 규모의 집단 이주 사건이기도 했다. 이 과정에서 잠무-카슈미르 지방에 대한 영유권 문제가 발생하였고, 이 영유권 문제와 해묵은 종교갈등 문제가 복합적으로 얽히면서 결국 1947년에 인도-파키스탄 전쟁이 발발하게 된다.

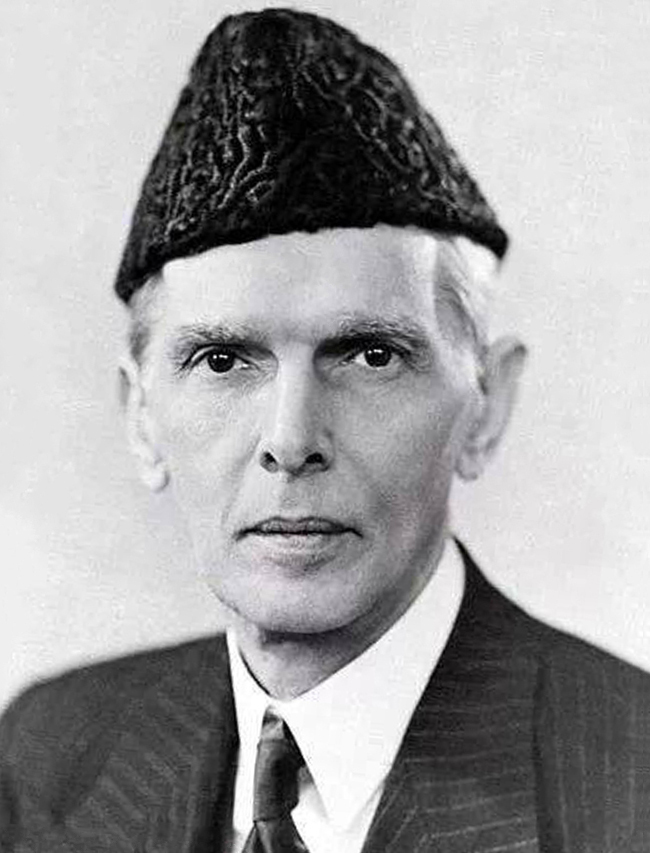
파키스탄의 국부인 무함마드 알리 진나

### 현대
1947년에 독립을 이룬 직후, 무슬림 연맹의 지도자였던 무함마드 알리 진나는 파키스탄의 첫 총독으로 부임하였으며, 파키스탄 의회의 대변인에 취임하였다. 그러나 그는 얼마 지나지 않은 1948년 9월 11일에 결핵으로 사망하고 말았다. 그러던 중, 파키스탄 지도부는 무슬림 연맹의 사무총장이었던 리아콰트 알리 칸을 파키스탄의 첫 총리로 임명하기로 경정하였다.
한편 영국은 인도의 분할 독립을 달갑게 여기지 않았기에, 여러 영국 지도자들은 파키스탄의 건국을 좋게 보지 않았다. 가장 대표적인 사람이 마지막 인도 부왕이었던 마운트배튼 경이었는데, 그는 무슬림들이 주도한 파키스탄의 건국과 그 전망을 굉장히 부정적으로 보았다. 마운트배튼 경은 후에 만일 당시 파키스탄의 지도자였던 진나가 결핵으로 죽어가고 있다는 것을 알았다면, 그 틈을 타 파키스탄에 공격을 가할 생각이었냐고 묻자 ‘아마도 그랬을 것이다’라고 답변하기도 했다.
1949년 경 파키스탄의 존경받던 이슬람 법학자인 샤비르 아흐마드 우스마니, 그리고 이슬람 정당인 자마트-에-이슬라미의 학자였던 마우라나 마우두디가 주도하여 이슬람교와 샤리아에 기반한 파키스탄의 헌법을 만들었으며, 이 과정에서 마우두디는 제헌의회가 헌법에 ‘유일신의 최고권위’를 명시하고, 샤리아가 일반법보다도 더 상위에 있음을 인정해야 한다고 주장하며 이를 통과시켰다. 자마트-에-이슬라미를 필두로 한 이슬람주의자들과 극단주의자들의 노력으로 인하여, 1949년 3월에는 마침내 이슬람교가 국가의 근본이라는 내용의 법안이 국회에서 통과되었다. 이 법안에는 ‘우주 만물이 최고 유일신에게 속하며, 그 분이 파키스탄에게 위임하신 권한은 오직 그 분에 의해서만 제한될 수 있으리라’라는 내용이 들어가기도 했다. 이같은 내용은 1956년, 1962년, 1973년의 개헌된 헌법에도 똑같이 들어갔다.
파키스탄의 초대 대통령이었던 이스칸데르 미르자 대통령은 불안한 국내 정세를 근거로 계엄령을 선포하며 막 자라나던 파키스탄의 민주주의를 짓밟았으며, 얼마 지나지 않아 군부의 아유브 칸 장군이 그를 내쫒고 권좌에 올랐다. 1962년에 대통령제를 채택한 이후, 파키스탄은 1965년에 인도와 2차로 전쟁을 벌이기 전까지 상당한 경제 성장을 이룩했으나, 전쟁 직후에 급격한 경제 불황을 겪었으며 이에 실망한 국민들로 인하여 1967년에는 대규모 시위도 일어났다. 아유브 칸을 이어 파키스탄의 지도자가 된 군부 출신의 야히야 칸 대통령 시절에는 동파키스탄을 덮친 위력적인 사이클론 때문에 50만 명이 넘는 사람들이 사망하기도 했다.
1970년에는 독립 이래 첫 민주적인 선거가 열렸으며, 군부 독재에서 민주정으로 변화가 진행되는 듯 보였다. 그러나 동파키스탄 지역에서 지역정당인 아와미 연맹이 당시 여당이던 파키스탄 인민당을 상대로 승리를 거두자, 아히야 칸 대통령과 군부는 권력을 승계해 주기를 거부하였고, 서치라이트 작전을 펼치며 대대적인 무력 탄압을 시도하였다. 이로 인하여 동파키스탄 지역에서는 대대적인 소요가 일어났고, 결국 대대적인 내전이 터지고 말았다. 이 내전을 방글라데시 독립전쟁이라고 칭하는데, 이 전쟁에서 벵골 군대가 파키스탄 군대에게 승리를 거두면서 동파키스탄이 ‘방글라데시’라는 국명으로 파키스탄으로부터 떨어져 나가는 데에 성공하였다. 이 전쟁에서 사망한 사람들의 수는 대략 30만 명에서 50만 명 정도로 추정되며, 방글라데시 정부 측에서는 300만 명 정도로 추산하고 있으나 이는 일부 과장된 것으로 여겨진다. 한편 파키스탄과 앙숙이던 인도가 동파키스탄의 독립을 돕고자 물자 등을 지원하자 파키스탄이 육해공군을 동원하여 인도를 선제공격하였고, 이 전쟁에서 파키스탄이 인도에게 패전하면서 결국 동파키스탄이 방글라데시로 떨어져나가는 것을 인정할 수 밖에 없었다.
파키스탄이 인도에게 항복하고 난 직후, 아히야 칸 대통령은 그 책임을 물어 자리에서 쫒겨났고 그 대신 줄피카르 알리 부토 대통령이 취임하여 헌법을 개정하는 등 민주화에 앞장서기 시작하였다. 이 때 부토 대통령의 정당이었던 파키스탄 인민당이 정권을 잡았다. 민주정은 대략 1972년에서 1977년까지 지속되었고, 이 시기에 계몽주의, 좌파 세력의 대두, 국민주의가 두드러지고 전국적으로 재건 운동이 일어나는 등 일부 진일보한 현상들이 많이 일어났다. 1972년에는 외국의 침입을 막는다는 구실로 대대적인 핵개발에 나섰으며, 그 해에 첫 핵시설이 완공되었다. 최대 주적인 인도가 1974년에 첫 핵시험을 실시하는 것으로 이에 맞서자, 파키스탄도 핵개발에 박차를 가했고 1979년에는 파키스탄도 드디어 핵보유국으로 인정받게 되었다.
민주정은 1977년에 파키스탄 인민당의 좌파 정권에 반발한 군부가 쿠데타를 일으키면서 끝난다. 무하마드 지아 울 하크 장군이 1978년에 새 대통령으로 취임하였으며, 군부 정권은 1977년부터 1988년까지 기업화와 경제화 정책을 펼치며 파키스탄을 남아시아에서 가장 빠르게 성장하는 경제권으로 올려놓는 데에 성공하였다. 한편 파키스탄은 아프가니스탄 지역에서 미국이 무자헤딘에게 지원을 해주는 것을 도와 소련 지배하의 아프가니스탄 공산정권을 몰아내는 데에 일조하였으며, 아프가니스탄과의 국경지대였던 파키스탄 북서부 지역은 반공산세력의 중심지로 떠올랐다. 파키스탄의 이슬람 세력들은 아프간 공산정부가 이슬람을 탄압하는 것을 비난하며 파키스탄 정부에게 ‘지하드’에 나서라고 요구했던 것이다.
지아 대통령은 1988년에 비행기 사고로 사망하였고, 그 뒤를 부토 전 대통령의 딸이었던 베나지르 부토가 승계하면서 군부의 지배를 끝내고 다시 민간 정부를 복원하면서 파키스탄의 첫 여성 총리로 취임하였다. 그러나 얼마 지나지 않아 파키스탄 인민당은 보수적인 파키스탄 무슬림 연맹에게 권력을 넘겨주었고, 이후 수십년 동안 두 정당이 권력을 다투는 와중에 파키스탄의 경제 사정은 날로 악화되었다. 경제 지표는 날로 추락했고, 스태그플레이션이 일어났으며 부정부패가 판을 쳤고 인도와의 갈등은 터지기 직전이었으며 좌우 이념 갈등은 나아질 기미가 보이지 않았던 것이다. 1997년의 총선에서는 파키스탄 무슬림 연맹이 압도적 의석을 쓸어가며 대승을 거두었고, 인도가 아탈 비하리 바지파이 총리의 주도 하에 2차 핵실험을 하자 파키스탄도 이에 맞서 핵실험을 진행하였다.
인도와의 갈등이 날로 심각해져가던 와중에, 카길 지역에서 군사적 대치 상태가 고조되었으며 1999년에는 카길 전쟁이 터졌고, 국가가 혼란스러운 틈을 타 군부의 페르베즈 무샤라프 장군이 무혈 쿠데타를 일으켜 권력을 장악하였다. 무샤라프 대통령은 1999년부터 2001년까지는 최고행정위원장으로, 2001년부터 2008년까지는 대통령으로 재임하며 독재 정치를 폈고, 이 시기에 대대적인 계몽 정책을 펼쳤으며 사회자유주의, 경제 자유화 정책을 펴나갔다.
2007년에 베나지르 부토 전 총리가 암살된 이후, 파키스탄 인민당이 부토 전 총리의 암살을 계기로 동정표를 굉장히 많이 얻어내는 데에 성공하면서 2008년에 다수 의석을 확보하였고, 유사프 라자 길라니가 새 총리로 취임하였다. 의회에서 밀린 무샤라프 대통령은 탄핵의 위협을 느끼고 결국 2008년 8월 18일에 사임하였고, 그 뒤를 부토 전 총리의 남편인 아시프 알리 자르다리 대통령이 이으며 파키스탄 인민당이 다시금 여당이 되었다. 그러나 자르다리 대통령의 지나친 부패 행각, 그리고 사법권 침해 등 행정권 남용으로 인하여 의회에서 대통령의 권한을 제한한다는 내용의 법안을 통과시킬 정도로 정계가 혼란스러워졌고, 2013년에는 자르다리 대통령이 결국 차기 대선 및 총선 불출마를 발표하였다.
2013년에는 파키스탄 무슬림 연맹이 다시 정권을 되찾았고, 이로 인하여 건국 66년만의 평화적 정권교체가 이루어졌다. 2017년 8월에는 새 총리로 무슬림 연맹 소속인 샤히드 하칸 압바시 총리가 선출되었다.
한편 2018년 7월 25일에 진행된 총선에서, 현 파키스탄 총리인 임란 칸이 이끄는 파키스탄 정의운동이 예상을 뛰어넘는 압승을 거두면서 새로운 여당이 되었다. 이로 인하여 파키스탄 인민당, 파키스탄 무슬림 연맹, 군부가 돌아가면서 정권을 차지하던 순환고리를 깨고 마침내 임란 칸이 새로운 총리로 취임하였다.

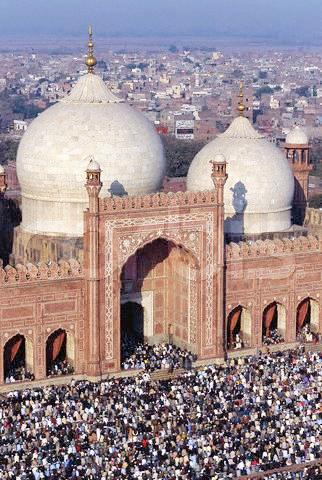
라호르의 바드샤히 모스크에서 열린 금요일 대예배

## 이슬람
파키스탄은 세계에서 유일하게 ‘이슬람교’ 자체를 국가의 주 설립 목적으로 삼고 건국된 국가이다. 파키스탄은 인도의 무슬림들이 모여 만든 나라라고 할 수 있기에, 이슬람교가 국가 전반에 미치는 영향이 타 국가들과 비교할 수 없을 정도로 지대하며 이슬람 율법과 샤리아가 헌법이나 민법보다 더 큰 권위를 가지는 경우가 많다. 건국의 아버지이자 파키스탄의 국부인 무함마드 알리 진나 또한 이슬람 율법학자들과 굉장히 친밀한 관계였으며, 파키스탄의 건국 세력 역시 압도적 다수가 절대적인 무슬림들이었다.
1949년 3월에 발표된 헌법 내용에는 유일신이 만물의 주권자이며, 파키스탄은 무조건적으로 이슬람 국가라는 내용이 포함되어 있다. 파키스탄은 단순히 자국을 확고히 이슬람화하는 데에 그치지 않고 인근의 국가들까지 이슬람화시키고, 최종적으로는 전세계의 이슬람화와 세계적인 이슬람 조직체를 창설하는 것을 핵심 목표로 삼았다. 이 목표는 1970년대에 이슬람 협력기구(OIC)가 출범하면서 일부 이루어졌다.
한편 파키스탄 정부는 건국 직후부터 사회 전반에 강력한 이슬람 율법을 강요했는데, 서파키스탄 지역에서는 상대적으로 반발이 적었던 반면, 벵골 지방을 중심으로 한 동파키스탄 지역에는 속세주의를 추구하고 민족을 종교보다 우선시했던 벵골의 전통적 엘리트층들이 다수 모여 살고 있었기에 지나친 생활의 종교화에 대하여 강하게 반발하였다. 이슬람 정당이었던 자마트-에-이슬라미는 파키스탄이 완전한 이슬람 국가라고 선포한 마당에, 벵골의 지역적인 민족주의는 용납될 수 없다고 보았으며 이를 무력으로 진압하려 하였다. 1971년에 방글라데시 독립전쟁이 일어났을 당시, 자마트-에-이슬라미는 파키스탄 군대 편에 서서 벵골의 민족주의자들과 전투를 벌이기도 했다.
파키스탄의 첫 총선 직후, 제헌 의회에 의하여 1973년에 첫 헌법이 제정되었다. 이 헌법에는 파키스탄이 이슬람 공화국이라는 내용과, 그리고 이슬람교가 파키스탄의 국교라는 내용이 동시에 들어가 있었다. 또한 모든 민법과 형법이 이슬람 율법에 맞추어져야만 하며 이슬람 경전인 쿠란과 수나를 능가하는 그 어떠한 법적 권위도 없다고 못박아놓았다. 이 헌법에는 샤리아 법원과 이슬람이념위원회 등 이슬람 경전이나 율법 등을 해석하는 자체적인 종교기관의 창설도 의무토록 해놓았다.
한편 좌파 성향을 띠고 상대적으로 속세주의를 추구했던 줄피카르 알리 부토 총리는 당시 보수적인 이슬람 세력의 엄청난 반대에 부딪혔는데, 가장 대표적으로 ‘니잠-에-무스타파’ 등 샤리아법에 의하여 통치되는 완전한 이슬람 국가를 세우려는 극단주의 단체들이 강력하게 반발한 것이다. 이 때문에 부토 총리도 어쩔 수 없이 일부 요구는 받아들일 수 밖에 없었다.
한편 부토 총리를 죽이고 권좌에 오른 지아 대통령은 아무래도 종교적인 세력의 지지를 등에 업고 권력을 탈취했기에, 이슬람교에 친화적일 수 밖에 없었고 그들의 요구를 맞추어주기 위하여 이슬람 율법을 강화하고 샤리아법을 전면 시행하였다. 지아 대통령은 독립적인 샤리아 법원을 창설하였고, 이슬람 율법에 통달한 배심원들을 양성하였다. 또한 ‘울라마’라고 부르는 이슬람 법학자들과 이슬람 정당들의 영향력을 강화하였으며, 특히 이슬람 부흥주의의 한 교파인 데오반드파와의 협력을 굳게 하였다. 이 때문에 데오반드파, 즉 후의 살라피즘의 세력이 굉장히 강해졌고, 지아 대통령이 수니파를 가까이 하고 시아파를 배척하자 점차 이슬람 국가들 사이에서의 갈등도 심해졌다.
퓨리서치센터에 의하면 파키스탄의 국민의 대다수가 샤리아법을 파키스탄의 공식 법으로 제정하는 것에 찬성한다고 전했다. 또한 파키스탄이 이집트, 인도네시아, 요르단 등 타 이슬람 국가들에 비해서도 종교색이 강하여 심지어 국적보다도 종교를 우선시한다고 전했다.

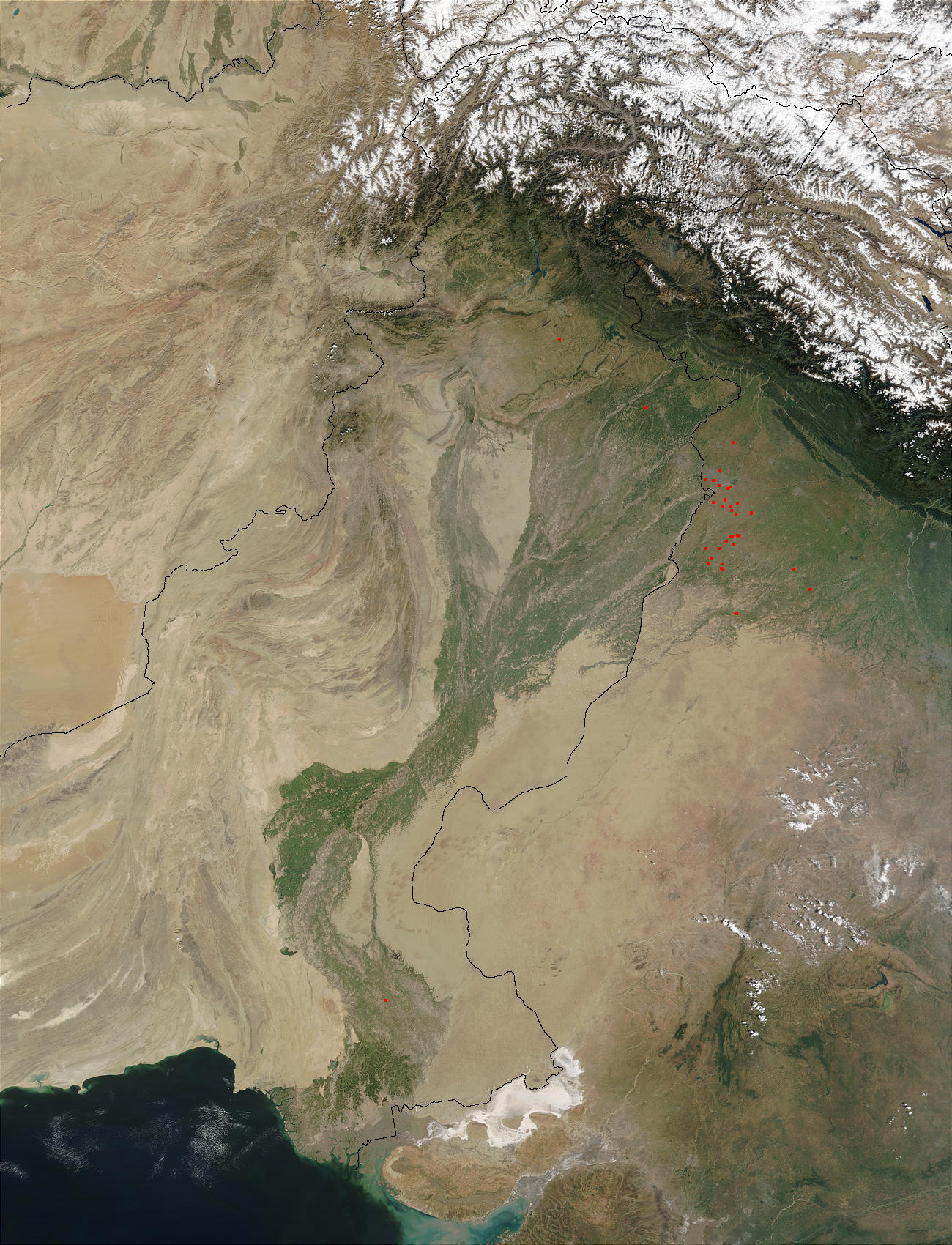
파키스탄의 항공사진

## 지리
파키스탄은 그 광대한 국토 덕에 기후대가 매우 다양하며, 여러 종류의 야생동물들이 살고 있다. 파키스탄의 영토는 881,913km2에 달하며, 프랑스와 영국의 육지 영토를 합친 것과 맞먹는 크기이다. 세계에서는 33번째로 거대한 국토를 가지고 있다. 다만 이 영토 순위는 카슈미르 지방을 포함시키느냐 아니냐에 따라 일부 변동이 있기는 하다. 파키스탄은 아라비아해와 오만 만에 약 1,046km의 해안선을 접하고 있으며, 아프가니스탄과는 2,430km, 중국과 523km, 인도와 2,912km, 이란과 909km로 총 6,774km의 육지 국경을 가지고 있다. 오만과는 해상 국경을 접하고 있으며, 타지키스탄과는 분리되어 있다. 파키스탄의 지리적 위치는 남아시아, 중동, 중앙아시아를 잇는 요충지이기도 하다.
지질학적으로 파키스탄의 신드 주와 펀자브 주는 인도 판에 걸쳐 있으며, 발루치스탄 등 타 지역들은 대부분 유라시아 판의 이란 고원 지역에 올라타 있다. 또한 인도와의 접경 지역은 인도 판과 유라시아 판이 만나는 접경지이기 때문에, 종종 격렬한 지진 활동이 자주 일어나기도 한다. 지진 발생율, 그리고 지진의 규모 또한 히말라야 전체에서 가장 높은 수준인 것이다. 남부 지방에는 모래가 깔린 해안선이 있으며, 북부에는 만년설이 덮인 험준한 산맥이 있는 등 지역에 따라 자연환경이 천차만별이며, 사막, 숲, 언덕, 평원에 이르는 다양한 지형들이 공존하고 있다.
파키스탄은 크게 북부 고지대, 인더스 강 평원, 발루치스탄 평원으로 나눌 수 있는데, 먼저 북부 고지대는 카라코람 산맥, 힌두쿠시, 파미르 산맥 등 고산준령 산맥들이 뻗어있으며, 세계 최고봉들 여럿이 이 지역에 밀집해 있어 해발 8,000m가 넘는 14개의 산봉우리들 중 5개가 이 지역에 위치하고 있다. 이로 인해 전세계에서 산악인들이 몰려오기도 하는데, 가장 대표적인 산이 8,611m의 K2나 8,126m의 낭가 파르바트이다. 발루치스탄 평원은 서쪽에 위치하며, 동쪽에는 타르 사막이 있다. 한편 길이가 1,609km에 이르는 인더스강과 인근 평지대는 카슈미르에서 발원하여 남쪽의 아라비아해까지 흐르며, 이 지대 인근은 상대적으로 비옥한 편이다.
기후는 열대부터 온대까지 다양한 편이며, 해안가 남부 지방에는 건조 기후도 있다. 몬순 기후도 존재하여 어떤 곳에는 우기 때에 심한 홍수가 빈번하게 일어나기도 하며, 건기 때에는 아예 강우가 오지 않는 경우도 있다. 파키스탄에는 4개의 계절이 뚜렷하게 존재하는데, 춥고 건조한 겨울이 12월부터 2월까지 있으며, 덥고 건조한 봄이 3월부터 5월까지, 우기이자 몬순 기간인 여름이 6월부터 9월까지, 그리고 강우량이 점차 줄어드는 더운 가을이 10월부터 11월까지 존재한다. 강우량은 연마다 편차가 심한 편이고, 이 때문에 가뭄과 홍수가 연달아 발생하는 것이 흔하다. 특히 최근 2022년에는 사상 최악의 가뭄을 겪었고, 가뭄이 끝나자 평소보다 2배에서 8배 이상의 폭우가 내렸으며 이로 인하여 국토의 75%가 침수되었고 천백명의 사망자와 수십만명의 수재민이 발생하였다.

### 기후
기후는 세가지 형으로 구분된다.
1. 북부 산악 지방 : 고산성 기후
2. 중앙의 펀자브 지방 : 스텝 또는 온대하우(溫帶夏雨) 기후와 여름에는 몬순의 영향으로 기온이 높아지고 비가 내리며, 겨울은 서늘하다.
3. 남부, 남동부 (신드지방, 타르사막), 남서부(발루치스탄) 지방 : 스텝과 사막의 건조한 기후.

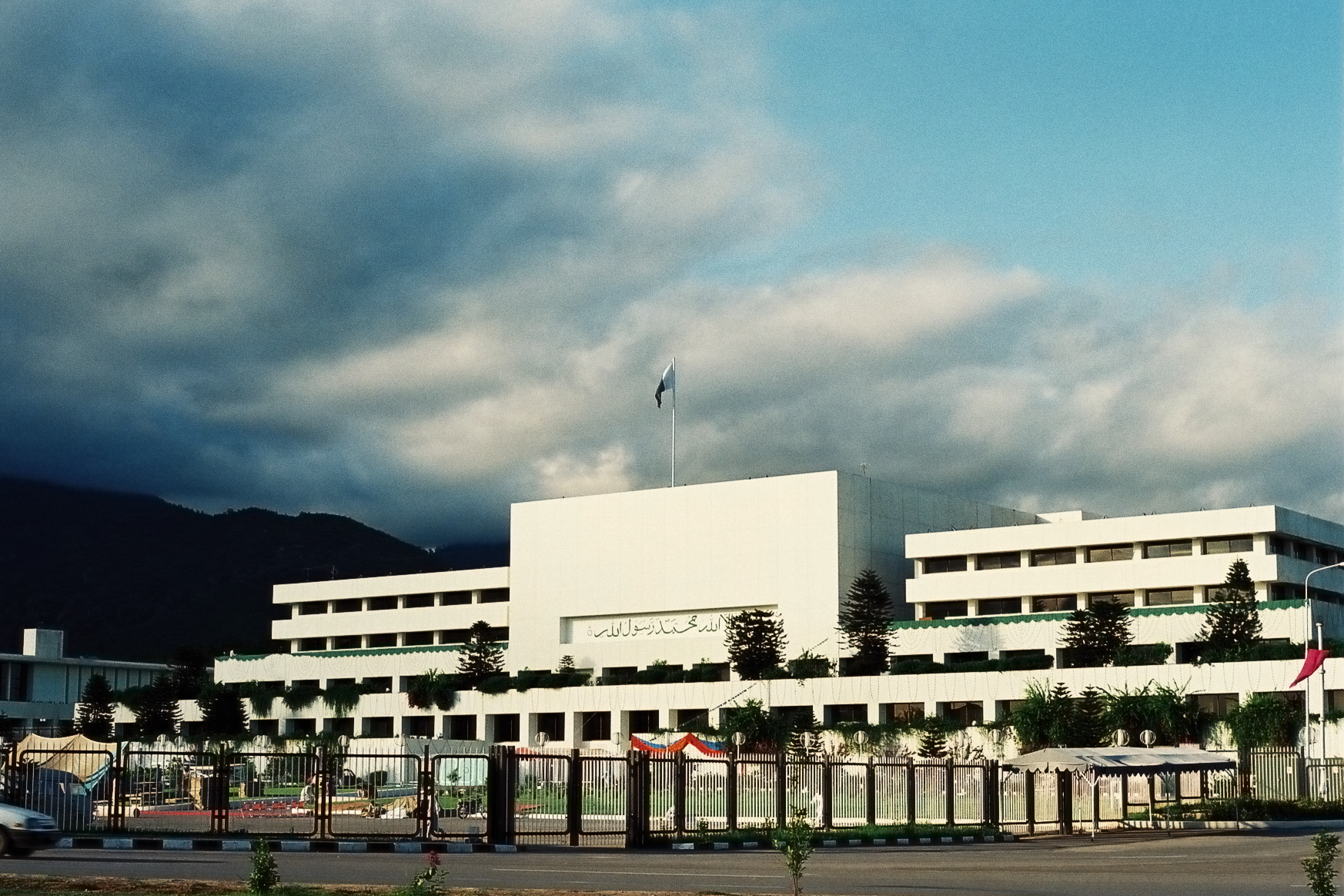
이슬라마바드의 파키스탄 국회의사당

## 정치
파키스탄은 민주적인 의회 연방공화국이며, 국교는 이슬람교이다. 첫 헌법은 1956년에 채택되었으나, 2년 후인 1958년에 아유브 칸에 의하여 효력이 일시 정지되었고 1962년에는 개헌이 이루어졌다. 완전한 헌법체계의 틀을 갖춘 헌법은 1973년에 도입되었으나, 지아울하크 대통령이 1977년에 또다시 효력을 중지시켰고 1985년에야 다시 효력을 발휘하기 시작하였다. 이 헌법이 바로 현행 헌법이다. 파키스탄의 군부는 민간 정부와 연이어 정권을 번갈아 차지하면서 파키스탄 정치사에 많은 굴곡을 남겼는데, 1958년부터 1971년까지, 1977년부터 1988년까지, 1999년부터 2008년까지는 모두 군부가 쿠데타를 일으켜 권력을 장악했던 기간이었으며 이 시기에는 군부 지도자들이 사실상의 대통령으로 군림했다. 다만 현재에는 군부가 물러나고 문민정부가 들어서 있으며, 이덕분에 다당제가 보장되는 의회제도를 채택하고 있으며 권력 분립이 이루어지고 있다. 첫 평화롭고 성공적인 정권 교체는 2013년 5월에 들어서야 처음으로 이루어졌다. 파키스탄의 정치는 주로 사회주의, 보수주의, 제3의 길 등이 주류이다. 2013년에 총선이 열렸고, 현재 파키스탄에는 3개의 주류 정당이 있다. 첫 번째가 중도보수 성향의 파키스탄 무슬림 연맹이고, 두 번째가 중도좌파 성향의 파키스탄 인민당, 마지막이 제3의 길 성향의 파키스탄 정의운동이다. 

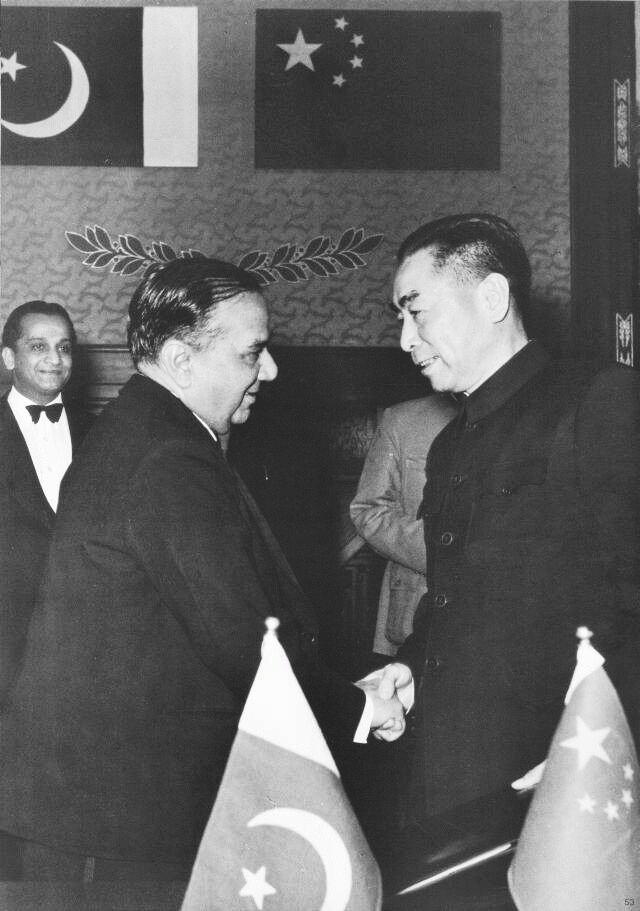
파키스탄 후세인 샤히드 수라와르디 총리와 중국 저우언라이 총리의 회담

## 대외 관계
독립 이래 파키스탄은 해외 국가들과 활발히 관계를 맺어왔다. 특히 인근의 중국과 관계가 굉장히 친밀한 편이며, 각국 모두 특별관계를 맺으며 서로에 대한 중요도와 관심도가 매우 높은 축에 속한다. 또한 NATO가 아닌 국가들 가운데 미국의 동맹국이기도 하며, 테러와의 전쟁에도 미국의 편에서 참전한 바 있다. 파키스탄의 주요 외교 정강들은 주로 영토 분쟁, 이슬람 세계 통합, 국가 정체성 확립 등에 집중되어 있으며, 특히 타 이슬람 국가들과 관계를 다지는 것에 초점을 맞추고 있다.
파키스탄과 인도는 건국 이래부터 현재까지 관계가 굉장히 안 좋은 국가들에 속하며, 현재에도 카슈미르 분쟁 등 영토 문제가 갈등의 씨앗으로 남아있고 이 지역에서는 무려 4번이나 인도와 파키스탄 간에 전쟁이 일어나기도 했다. 파키스탄은 바로 남쪽에 붙어있는 인도를 견제하기 위하여 이란과 터키 등 인근 이슬람 국가들과 관계를 가까이 유지하고 있으며, 이덕분에 파키스탄 외교에서 가장 핵심적인 비중을 차지하는 국가들 중에 이란과 터키가 최우선 순위에 들어가기도 할 정도이다. 그 외에도 사우디아라비아와도 가까운 관계를 가지고 있다.
파키스탄은 핵확산방지조약에 서명하지 않았으며, 핵보유국이기에 IAEA에서도 상당히 영향력있는 국가이기도 하다. 최근들어 파키스탄은 무기용 핵분열 물질 생산금지 조약에서 탈퇴하였는데, ‘해당 조약이 파키스탄을 특정하고 있다’라고 하는 이유 때문이었다고 전한다. 20세기 들어 파키스탄은 인도가 핵무기를 개발하기 시작하자, 라이벌 의식과 균형 의식 때문에 핵무기를 개발하기 시작하였으며 현재에는 세계적으로도 최대 규모의 핵무기를 보유한 것으로 알려져 있다. 다만 해외에서는 세계 안보를 이유로 점차 파키스탄에게 핵무기를 감축하라고 요구하고 있으나, 아직까지 감축의 움직임은 없다.
파키스탄의 지정학적 위치는 세계 석유 공급의 핵심지에 위치하고 있으며, 중앙아시아를 통한 원유 수송로의 중간에 자리하고 있다. 2004년에 파키스탄 상원의원은 ‘파키스탄은 각 국가들의 주권, 쌍방주의, 상호주의, 상호불간섭주의 등을 외교의 기본 정책으로 삼고 있다’라고 발언하기도 했다. 파키스탄은 UN의 회원국이며, UN에 영구 대사를 두고 있다. 또한 무슬림 세계에 신경을 굉장히 많이 쏟고 있는 만큼 ‘계몽 현대주의’를 이슬람 세계에 퍼뜨리기 위하여 노력하고 있기도 하다. 파키스탄은 커먼웰스, 남아시아 지역협력연합, G20 개발도상국, ECO 등의 회원국이다.
파키스탄은 종교를 탄압하는 공산주의를 극단적으로 배척했고, 이덕분에 1950년대에는 소련과 사이가 좋지 않았다. 1980년대에 일어난 소련-아프가니스탄 전쟁에는 파키스탄은 적극적으로 미국의 편에 서서 소련과 맞서 싸우기도 했다. 그러나 소련이 망하고 새롭게 들어선 러시아와는 1990년대 들어 극적으로 관계가 개선되었으며, 여러 부문에 걸쳐 협력이 크게 늘어났다. 다만 냉전 시기 전통적 우방이었던 미국과의 관계는 오히려 악화되었는데, 파키스탄이 핵을 개발하는 것에 미국이 제재를 대량 부과하기 때문이었다. 다만 9.11 테러 이후 미국이 시작한 테러와의 전쟁에서는 금융과 무기 지원을 받는 대가로 미국의 편에 서서 중동과 남아시아 지방의 핵심적 동맹국으로 서기도 했다. 다만 초기에는 테러와의 전쟁에 참전한 것으로 양국 관계가 호전되는 듯 싶었으나, 나중에는 아프가니스탄 전쟁에서 서로 간의 이해관계가 복잡하게 꼬이면서 다시금 악화하기 시작하였다.
파키스탄은 이스라엘과는 외교 관계를 가지고 있지 않으나, 가끔씩 몇몇 이스라엘인들이 관광비자로 파키스탄을 찾기도 한다. 다만 터키를 중재자로 삼아 양국간 일부 협상이 열리기는 했다. 파키스탄은 아르메니아와 외교관계를 맺지 않은 유일한 국가이나, 파키스탄 국내에 아르메니아 공동체가 존재한다. 한편 방글라데시와는 초기에 전쟁까지 벌였을 정도로 사이가 좋지 않았으나, 현재에는 관계가 급격히 호전되어 나쁘지 않은 편이다.
파키스탄은 인구 중 신도 수의 비율로 볼 때, 인도네시아에 이어 두 번째로 큰 이슬람 국가이다. 그리고 핵무기 보유를 선언한 유일한 이슬람국가로서, 국제사회에서 일정 부분 영향을 미치고 있다. 파키스탄은 매우 독립적인 외교 정책을 펴는데, 특히 핵무기 개발, 원자로 건설, 군수 물자 거래, 기타 국가 안위에 필수적인 이슈들에서 그렇다. 파키스탄은 세계의 주요 원유의 공급경로에 위치하고 있고, 원유가 풍부한 중앙아시아에 가까워, 전략적으로 지정학적인 위치에 놓여 있다. 파키스탄은 이슬람 회의 기구의 중요회원국이며, 미국은 파키스탄을 주요 주요 비NATO 동맹국(major non-NATO ally)으로 분류하고 있다. 또한 매우 잘 훈련된 군대를 보유하고 있어 세계 8위의 국방력을 지닌다.

#### 중국
파키스탄은 중화인민공화국이 1950년에 건국된 이후 가장 먼저 국가로 인정하고 외교 관계를 튼 국가들 중 하나이며, 1962년에는 중국이 인도와 전쟁을 치르면서 인도의 최대 적수였던 파키스탄과의 관계가 더더욱 돈독해졌다. 1960년대부터 80년대까지 파키스탄은 중국이 점차 국제사회에서의 고립에서 탈출할 수 있도록 적극적으로 도왔으며, 당시 미국 대통령이었던 닉슨이 중국에 국빈방문하는 것 또한 파키스탄의 주선으로 이루어진 것이었다. 파키스탄에서 군부가 들어서든, 민간 정부가 들어서든 간에 중국과의 관계는 여전히 변함없이 끈끈한 편이었으며, 중국 또한 파키스탄에 대하여 굉장히 호의적인 태도로 대하며 관계를 좋은 쪽으로 이끌어갔다. 파키스탄에는 중국인을 위한 차이나 타운이 여러곳 존재하기도 하며, 중국은 파키스탄의 최대 무역 상대국이다. 양국은 경제상호협력을 통하여 대대적인 투자를 했으며 이를 통하여 항구를 지어주는 등 파키스탄의 인프라를 크게 향상하는 데에 기여하기도 했다. 또한 2015년에는 51개조항에 달하는 협약들을 체결하면서 더더욱 그 관계가 돈독해졌고, 2000년대에는 FTA에도 서로 서명하였다. 파키스탄은 현재 중국과 무슬림 세계를 이어주는 도개교 역할을 하고 있다. 2016년에는 중국이 파키스탄, 아프가니스탄, 타지키스탄 정부를 도와 반테러리즘 군사 작전을 펴겠다고 천명하기도 하였으며, 2018년 12월에는 서구가 중국 공산정권이 위구르 자치구에서 자행하고 있다고 주장하는 인종학살, 강제노동 따위의 내용을 파키스탄 정부가 직접 반박하기도 하였다. 하지만 발루치스탄 지역에는 중국인을 대상으로 테러나 납치등을 벌이는 등 반중감정을 보이고 있다.

## 행정구역
| 행 정 구 역 명 칭 ( 주 ) | 주도         | 인구수      |
| ------------------------ | ------------ | ----------- |
| 발루치스탄               | 퀘타         | 12,344,408  |
| 펀자브                   | 라호르       | 110,126,285 |
| 신드                     | 카라치       | 47,886,051  |
| 카이베르파크툰크와       | 페샤와르     | 40,525,047  |
| 길기트발티스탄           | 길기트       | 1,800,000   |
| 아자드 카슈미르          | 무자파라바드 | 4,567,982   |
| 이슬라마바드 수도권      | 이슬라마바드 | 2,851,868   |

파키스탄은 기본적으로 연방제를 채택하고 있으며, 전국을 4개의 주로 나누어 구분하고 있다. 4개의 주에는 크게 펀자브 주, 카이베르파크툰크와 주, 신드 주, 마지막으로 발루치스탄 주 등이 있다. 또한 길기트발티스탄과 아자드 카슈미르가 속한 2개의 자치구역이 있으며, 수도인 이슬라마바드를 둘러싼 수도권 지역을 연방구역으로 따로 분리하여 행정구역을 만들었다. 현재 파키스탄 정부는 인도와의 분쟁 지대인 카슈미르 지역의 서부 지역을 사실상 통치하고 있으며, 이들을 특별 관리하기 위하여 아자드 카슈미르와 길리트발티스탄으로 나누어 관리하고 있는 것이다. 2009년에는 파키스탄 헌법을 해석하면서 길기트발티스탄에게 반쯤은 주의 지위를 갖도록 하였으며, 이를 통하여 자치 정부를 구성하고 지역의회를 창설하도록 허가하며 실효적인 지배를 강화하려 들기도 했다.

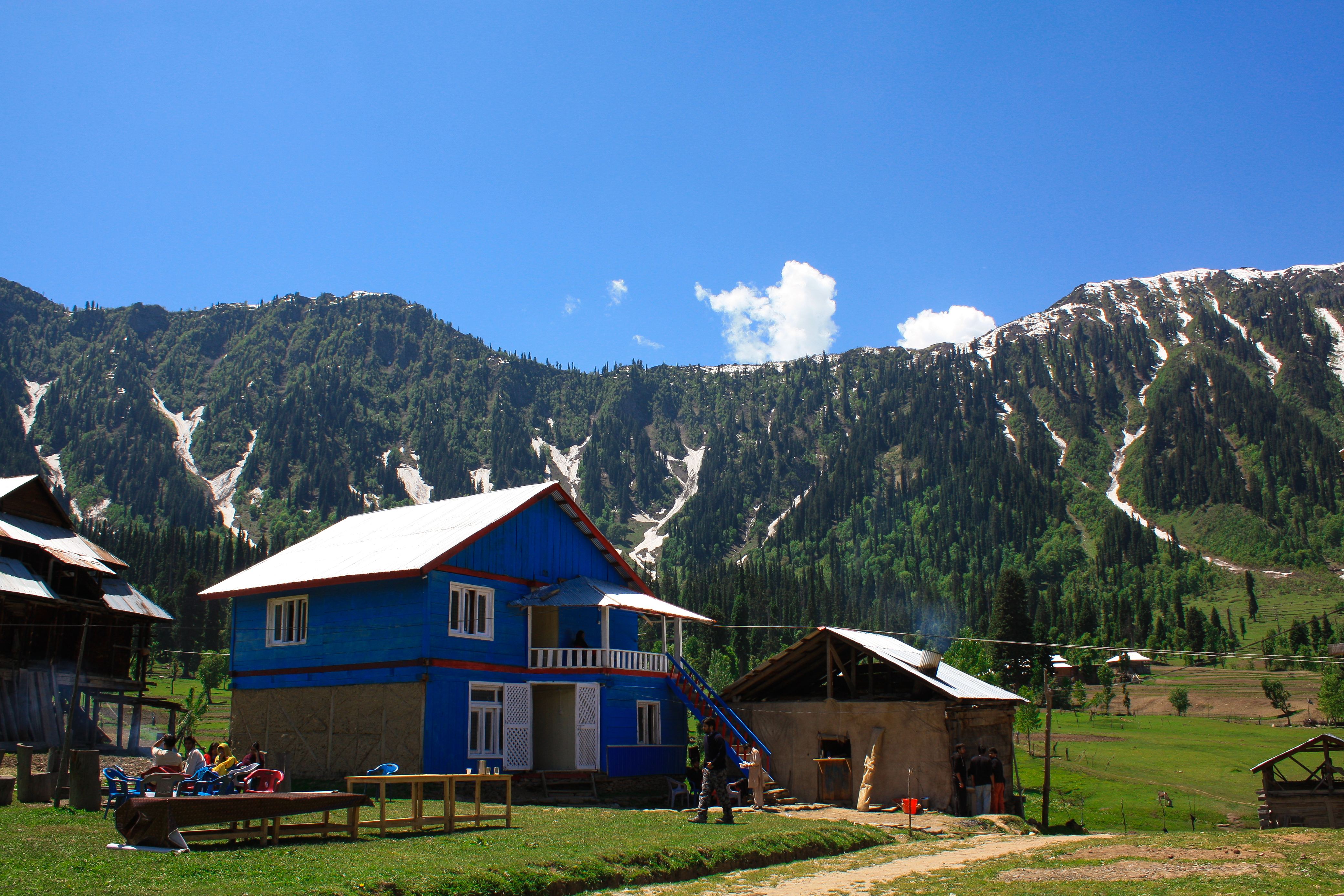
카슈미르 지방의 전경

### 카슈미르 분쟁
카슈미르 지방은 남아시아의 북서부 끝단에 위치한 지역으로, 인도와 파키스탄 간의 격렬한 다툼이 벌어지고 있는 단초를 제공한 분쟁 지역이기도 하다. 인도와 파키스탄은 이 카슈미르 지역의 영유권 문제로 인하여 1947년, 1965년, 1971년에 한 번씩 최소 3번에 걸친 대규모 전쟁을 치렀으며, 1971년에 벌어진 대전쟁에서는 파키스탄이 사실상 항복하고 동파키스탄 지역이 방글라데시로 떨어져 나가는 것을 승인하기도 했다. 현재 이 곳에는 대규모의 군대가 파병되어 있으며, 카슈미르 지역의 45.1% 정도를 인도가 통치하고 있으며 나머지 38.2% 정도는 파키스탄의 영유권 하에 있다. 인도는 현재 잠무, 카슈미르 계곡, 라다크, 시아첸 등을 포함한 잠무 카슈미르 지방 전체를 내놓으라고 요구하고 있으나, 파키스탄은 이 주장에 강하게 반발하고 있다. 현재 파키스탄은 자국이 영유하고 있는 카슈미르 지역에 아자드 카슈미르, 그리고 길기트발티스탄이라는 2개의 자치구역을 세워 따로 관리하고 있다.
카슈미르 분쟁을 이해하기 위해서는, 당시 인도 제국이 영국에게 독립하던 시절로 거슬러 올라가야 한다. 당시 잠무 카슈미르 지방은 마하라자 하리 싱에 의하여 통치되고 있었는데, 힌두교를 믿었던 하리 싱은 카슈미르 지방이 파키스탄, 혹은 인도 둘 중 한 국가로 편입되어야 한다는 소식을 듣고 힌두교 세력인 인도에 가기를 원했으나, 카슈미르 인구의 대부분이 무슬림이었기에 이에 대한 급격한 반발이 일어나게 된다. 이후 하리 싱은 인도에 도움을 요청하고, 인도에 대한 잠정 편입을 승인한 뒤에 도주하였고, 인도 군대가 카슈미르로 진입하는 것에 반발한 파키스탄이 자국 군대를 파병하면서 대대적인 갈등이 발발하게 된다. 이에 따라 현재까지도 인도는 잠무 카슈미르 지방의 마지막 토후였던 하리 싱이 인도와 체결한 협약에서 캬슈미르 지방 전체를 인도에게 넘겨주기를 약속했다는 것을 근거로 들고 있으나, 파키스탄 측에서는 카슈미르 지방은 무슬림들이 다수를 차지하고 있으며 인도와 파키스탄이 분리될 때의 원칙에 따라야 한다고 맞서고 있다. 인도는 1948년 1월 1일에 이 안건을 UN에 상정하였고, UN 총회에서는 파키스탄에게 병력을 일단 물리고 주민투표를 통하여 이 문제를 해결할 것을 요청하였다. 그러나 파키스탄은 이를 물리지 않았고, 대신 1949년에 이르러 일단 교전을 중지하고 잠정적 국경선을 그어 카슈미르 지역을 2개의 국가에 나뉘어 편입하는 것으로 잠정적 결론이 났다. 인도는 무슬림이 압도적 다수를 차지한 카슈미르 지방이 파키스탄에 통째로 넘어가는 것에 두려워하였고, UN이 제안한 국민투표를 거부하였다.

## 군대
파키스탄 군대는 상비군의 규모로만 보면 세계에서 8번째로 거대한 군대를 보유하고 있으며, 2010년 기준으로 대략 617,000명의 상비군이 있고 513,000여 명의 예비군이 있다. 군대는 1947년 독립 직후 창설되었으며, 이후 군부가 여러 차례 쿠데타를 일으켜 권력을 찬탈하면서 파키스탄 정치에 핵심적인 영향을 미치기도 했다. 군대의 통수권은 합참회의가 가지고 있으며, 합참의장을 필두로 한 합참본부에서 모든 종류의 군사 업무를 관리하고 있다. 파키스탄 합참본부는 공군본부, 해군본부, 육군본부로 구성되어 있다.
1947년 이래 파키스탄은 4번에 걸친 대규모 전쟁에 참전한 바 있다. 첫 번째는 카슈미르에서 발발한 전쟁으로, 이때 파키스탄이 아자드 카슈미르, 길기트발티스탄 등 카슈미르 서부 지방을 얻는 데에 성공하였으며, 반면 인도는 동부 카슈미르 지방을 가져가는 데에 성공하였다. 이때 완전히 해결되지 않은 영토 분쟁으로 인하여 1965년에 또다시 카슈미르에서 전쟁이 터졌고, 1971년에는 파키스탄 내부 갈등과 벵골 지역의 이주민들로 인하여 또다시 방글라데시 독립 전쟁이 일어나 결국 파키스탄의 패배로 끝나기도 했다. 또한 국경지대인 카길 지역에서 또다시 분쟁이 일어나 1999년에 인도와 전투를 벌였다. 1947년 이래 아프가니스탄과도 국경이 완전히 확립되지 않아 국경분쟁이 일어나고 있으며, 1961년에는 파키스탄 군대가 아프가니스탄 군대를 국경지대 인근에서 몰아내기도 했다.
소련이 아프가니스탄 내정에 개입하면서 소련과 파키스탄 간의 긴장이 고조되자, 파키스탄 정보국은 미국이 아프가니스탄을 지원하는 것을 적극적으로 도왔으며, 소련을 아프가니스탄에서 쫓아내기 위하여 온갖 힘을 쏟았다. 군 보고서에 의하면 파키스탄 공군이 전쟁 도중 소련 공군과 전투를 벌이기도 했다고 한다. 한편 파키스탄은 국경분쟁들과는 별도로 UN의 평화유지임무에 적극적으로 참여하고 있으며, 소말리아 모가디슈에 군대를 파견하기도 했다. UN의 보고서에 의하면 파키스탄 군대는 UN의 평화유지임무에 에티오피아와 인도 다음으로 많은 수의 군인들을 파병했다고 한다.
파키스탄은 자국 군대를 여러 아랍 국가들에도 파병하여 훈련, 조언 임무를 하도록 했다. 정보국과 해군은 주로 이스라엘 군대에 맞서 6일전쟁, 그리고 욤키푸르 전쟁에 참여하기도 했으며, 공군 조종사들은 6일 전쟁에서 직접 싸우며 이스라엘 전투기를 격추하기까지 하여 시리아 정부에게 감사를 받은 적도 있다. 1979년에는 사우디 왕가의 요청으로 특별군을 동원하여 메카에서 사우디 군대와 함께 특별 작전을 펼쳐 메카의 대모스크를 점거한 신자들을 몰아낸 적도 있다. 1991년에는 걸프 전쟁에 휘말렸으며, 미군 주도의 연합군에 5,000여 명에 달하는 군인들을 파병하여 사우디아라비아 방위에 일조하였다.

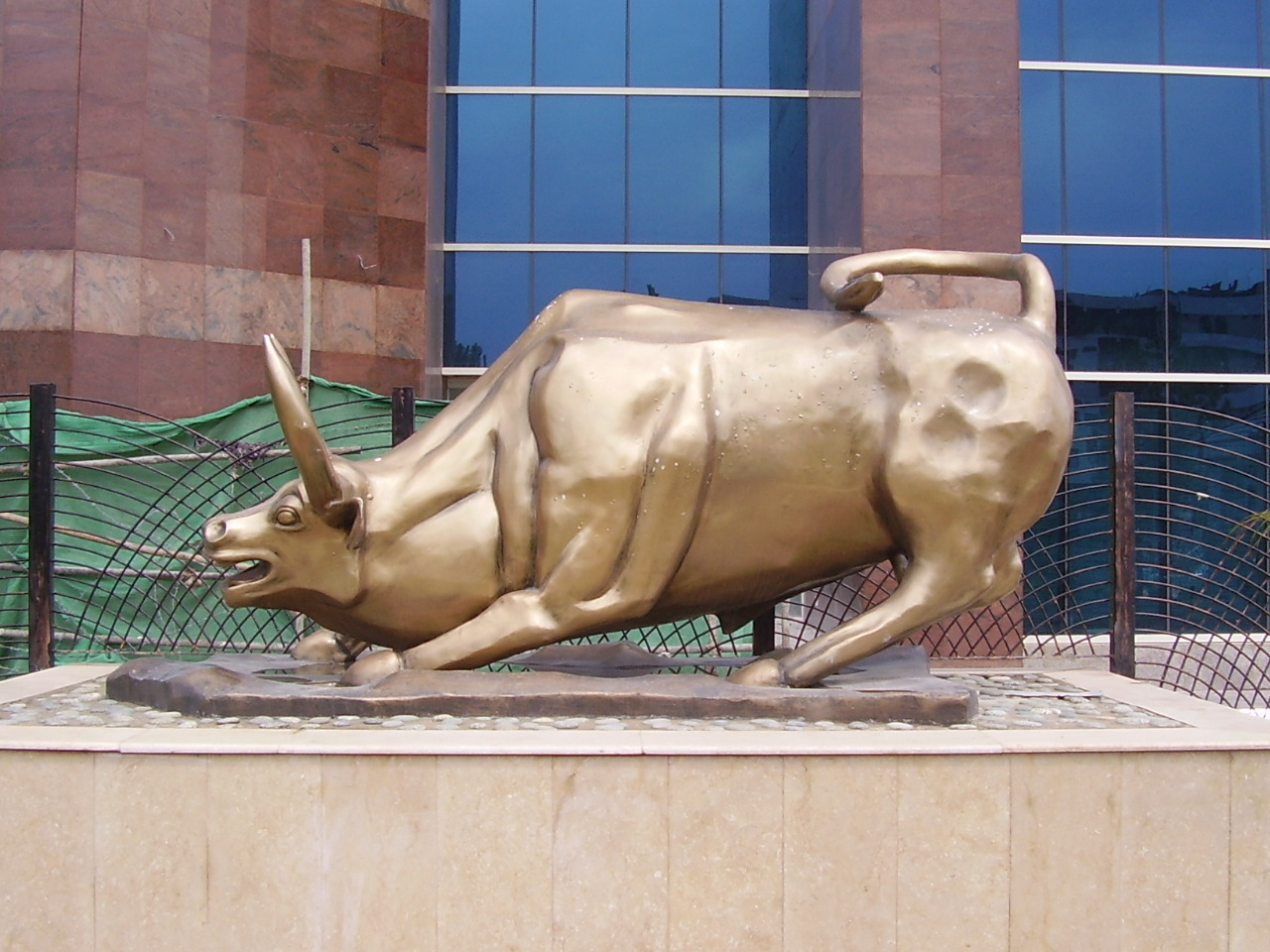
이슬라마바드 주식거래소 바깥에 세워진 황소의 동상

## 경제
파키스탄의 경제는 세계에서 PPP 순위로만 따지면 22번째로 거대한 규모이며, 명목 GDP 규모로만 따질 시에는 42번째로 거대한 경제 규모를 가지고 있다. 경제학자들은 파키스탄 지역이 기원후 1000년 경부터 약 몇 백년 동안까지만 해도 세계에서 가장 부유한 지역들 중 하나였을 것으로 추정하나, 18세기부터는 중국 지역과 서유럽 지역에 추월당하고 말았다. 파키스탄은 현재 활발하게 경제가 발전하고 있는 개발도상국 축에 속하며, 유망한 개발도상국들의 모임이자 21세기의 신흥경제권을 의미하는 넥스트 일레븐의 일원이기도 하다. 파키스탄은 지난 몇 십년 동안 심각한 정치적 불안과 사회적 소요 등으로 경제가 인근의 인도에 비하여 크게 발전하지 못했으나, 최근 들어서는 빠르게 발전하고 있는 것이다. 파키스탄은 반쯤 공업화된 국가로, 인더스 강 유역을 중심으로 공장들이 대거 들어서 있으며 이 지역이 경제 규모도 가장 크다. 특히 카라치 지방과 펀자브 지방의 도심 지대가 가장 부유한 편에 속하며, 발루치스탄 지역이 가장 가난한 편에 들어간다. 파키스탄은 세계에서 67번째 규모의 수출국이며, 106번째로 복잡한 경제 구조를 가지고 있다. 2015년 기준으로, 파키스탄은 2,081억 달러를 수출하였으며 4,476억 달러 어치의 물품을 수입하였고, 이로 인하여 무려 2,396억 달러에 달하는 수출입 적자를 보았다.
2019년 기준으로 파키스탄의 예상 명목 GDP는 2조 8,420억 달러이다. PPP 규모로는 1조 254억 달러 정도이다. 1인당 명목 GDP에는 미국 달러로 약 1,388달러 정도이고 PPP로 환산할 시 6,016달러 정도에 들어간다. 세계은행에 의하면 파키스탄은 굉장히 발전 가능성이 높은 국가 축에 끼며, 특히 유난히 젊은 층들의 비율이 높은 덕에 향후 경제에 선순환이 예상된다고 전했다. 다만 현재 파키스탄의 경제 상황은 예측만큼 좋지는 않은 편이라서, 전체 인구의 대략 21.04%가 최저빈곤선 아래에 떨어져 있어 하루를 1.25달러 미만의 돈으로 겨우 버텨나가고 있다고 한다. 15세 이상 경제활동인구의 실업률은 약 5.5%이다. 파키스탄의 중산층 규모는 대략 4천만 명 정도이지만, 2050년 경에는 1억 명까지도 증가할 수 있을 것이라고 예상하고 있다. 2015년 세계은행의 보고서에서, 파키스탄의 경제규모는 PPP로는 세계 24번째에 달하며 명목상으로는 약 41번째로 크다고 한다. 또한 남아시아에서는 인도에 다음가는 2위의 경제국이기도 하다.
파키스탄의 경제 성장률은 굉장히 들쭉날쭉하게 변동이 심해져 왔는데, 특히 몇 십년간 민주정과 군부 독재가 번갈아 집권하면서 정치적 상황이 혼란스러웠을 때에는 성장률이 꽤나 낮은 편이었다. 그러나 2000년대 초반부터 중반대부터는 급격한 경제 성장률을 기록하였고, 정부가 예산을 활발히 집행함과 동시에 빈곤율이 10% 미만으로 떨어지고 GDP도 3% 이상 증가하면서 다시 빠른 경제성장을 이루기 시작한 것이다. 그러나 2007년부터는 다시 경제가 위축되기 시작하였고, 전세계가 경제불황에 빠져있던 2008년에는 인플레이션이 무려 25%에 달했다. 파키스탄은 이로 인하여 어쩔 수 없이 IMF에게 구제금융을 요청할 수 밖에 없었다. 그러나 1년 후, 아시아 개발은행은 파키스탄의 경제위기가 점차 해소되고 있다고 전했고, 2010년과 2011년에는 인플레이션이 14.1%로 크게 감소했다. 2014년에 골드만삭스는 파키스탄이 향후 35년 동안 최소 15배 이상 성장할 수 있을 것이고, 이 예측대로만 한다면 2050년 경에 세계에서 18번째로 거대한 경제규모를 가질 수 있다는 장밋빛 전망을 제시하기도 했다. 현재 파키스탄은 세계 최대의 자연광물 생산국들 중 하나이기도 하며, 세계에서 10번째로 거대한 노동시장을 가지고 있다. 또한 전세계에 퍼져있는 7백만 명에 달하는 파키스탄 이주민들이 보내오는 막대한 양의 외화도 파키스탄의 경제 발전에 한몫을 하고 있으며, 주요 거래국은 아랍에미리트, 미국, 사우디아라비아, 걸프 만에 인접한 국가들, 오스트레일리아, 캐나다, 일본, 영국, 노르웨이, 스위스 등이 있다.

### 농업
파키스탄은 몇 십년 전까지만 해도 완전한 농업 국가였으나, 이후 경제발전기를 거치면서 현재는 서비스업이 차지하는 비중이 많아지고 있다. 2015년 기준으로 농업은 전체 GDP의 20.9% 정도를 차지하고 있다. 그럼에도 불구하고 워낙 생산되는 양 자체가 압도적이기에, UN의 보고서에 의하면 파키스탄은 2005년 기준으로 무려 21,591,400톤의 밀을 생산했고, 이는 아프리카 대륙 전체에서 생산되고 있는 20,304,585톤보다도 훨씬 많은 수치이며 남아메리카 대륙에서 생산되는 24,557,784톤보다 약간 적은 수치이다. 이 때문에 인구 상당수가 농업에 직접적으로든 간접적으로든 농업에 종사하고 있다. 현재 파키스탄 전체 고용인구의 약 43.5% 정도가 농업에 종사하고 있으며, 또한 가장 많은 양의 외화를 벌어들이는 산업 부문이기도 하다.
파키스탄에서는 여러 종류의 제조품들을 생산하여 수출하는 데, 특히 농업에서 생산되는 솜 등을 이용한 공산품 종류가 많다. 파키스탄은 세계 5위의 솜 생산국이기도 하며, 1950년대에 170만 베일의 솜을 생산하는 것에서 시작하여 현재는 무려 1,400만 베일의 솜을 생산하고 있다. 또한 사탕수수 생산도 충분하여 자급자족이 가능할 정도이며, 세계 4위의 우유 생산국이기도 하다. 1960년대와 1970년대에는 녹색혁명이 일어나면서 대규모의 개량 품종들이 파키스탄에 도입되었고, 이로 인하여 토지 생산량이 비약적으로 향상되면서 밀과 쌀 생산이 폭증하기도 했다.

### 산업
공장 산업은 파키스탄에서 세 번째의 비중을 차지하고 있으며, 전체 GDP의 약 20.3% 정도를 차지하고 있으며 전체 고용 인구의 13% 정도를 담당하고 있다. 또한 대규모 제조업(LSM)이 주요 부문이며, 전체의 66% 정도를 차지하고 있으며 그 외에 소규모 제조업들이 조금씩 있다. 파키스탄의 시멘트 산업은 아프가니스탄 등에서의 수요로 인하여 빠르게 발전하고 있으며, 2013년에는 약 7,708,557톤의 시멘트를 수출하기도 했다. 2012년과 2013년에는 시멘트 산업이 워낙 폭발적으로 성장하면서 파키스탄 경제권 전체에서 가장 수익률이 높은 산업으로 떠오르기조차 했다.
직물 산업도 시멘트 산업 못지않게 굉장히 두각을 드러내고 있는 부문들 중 하나이다. 아시아 내에서는 파키스탄이 8위 규모의 직물 수출국이며, 전체 GDP의 9.5%를 차지하고 있으며 약 1,500만 명에 달하는 사람들이 이 분야에서 일하고 있는 것이다. 파키스탄은 세계에서 4번째로 거대한 솜 생산국이며 전세게 직물 생산력의 5%에 달하는 거대한 직물 공장을 두고 있기에 아시아에서는 중국과 인도 다음가는 직물 생산력을 자랑하기도 한다. 중국이 파키스탄 직물을 수입하는 최대 수입국이나, 다만 완제품을 사는 경우는 별로 없고 솜 원료나 가공하기 전의 직물들만 수입하는 편이다.

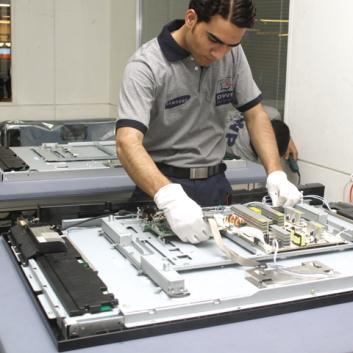
라호르의 TV 공장의 모습

### 서비스업
서비스업은 전체 GDP의 58.8% 정도를 차지하고 있으며, 경제 성장의 원동력이기도 하다. 파키스탄은 타 개발도상국들과 비슷하게 소비 중심의 사회이며, 이덕분에 서비스업의 성장률이 농업이나 산업 부문의 성장률보다도 훨씬 높은 수치를 보이고 있다. 서비스업은 2014년 기준으로 전체의 54%를 차지하고 있으며, 전체 고용인구의 3분의 1 정도가 서비스업에 종사하고 있다. 또한 농업과 제조업을 떠받치는 기본적인 산업이기도 하기에, 현재 파키스탄에서 가장 중요한 산업이라고 할 수도 있다. 파키스탄의 IT 산업은 파키스탄에서 가장 빠르게 성장하고 있는 분야들 중 하나이지만, 타 경제 선진국들을 따라가기에는 아직 미비한 점이 많아 세계경제포럼은 전체 139개국들 가운데에 파키스탄은 110위 정도에 올려놓았다.
2020년 5월 기준으로 파키스탄에는 약 8,200만 명의 인터넷 사용자들이 있었으며, 세계에서 9번째로 인터넷 사용자가 많은 국가로 떠오르기도 했다. 현재 추세로만 성장할 경우 파키스탄의 ICT 산업은 2020년 경에 이미 100억 달러를 넘었을 것으로 추산하고 있다. 또한 통신업, 컴퓨터, 정보통신업 등에서도 두각을 드러내고 있으며, 어떤 분야에서는 심지어 중국보다도 빠른 성장세를 보이고 있기도 하다.

### 관광업
파키스탄은 워낙 다양한 수의 문화와 민족, 풍경들을 가지고 있기에 2018년 기준으로 약 660만 명의 외국인 관광객들이 파키스탄을 방문하여 관광을 즐겼다. 다만 이는 히피 문화가 절정을 누렸던 1960년대와 70년대보다는 훨씬 적어진 규모인데, 이때는 수많은 미국인들과 유럽인들이 터키와 이란 등지를 통하여 파키스탄으로 활발히 유입되어 페샤와르, 카라치, 라호르 등 대도시들을 중심으로 관광을 즐겼다. 그러나 이란 혁명이 일어나 이란을 통한 통로가 끊기고, 소련-아프가니스탄 전쟁이 일어나 인근의 파키스탄마저 치안이 위태롭게 되자 이들의 유입도 급격히 감소하여 현재에 이르고 있는 것이다.
파키스탄의 관광지들은 굉장히 다양하여, 남부의 맹그로브 숲에서부터 북부의 히말라야에까지 온갖 종류의 자연지형들이 깔려 있다. 그 외에 탁실라 등의 불교 유적도 굉장히 유명하고, 하라파나 모헨조다로 등 세워진 지 5,000년이 넘은 인더스 문명의 고유적지들도 사람들이 많이 찾고 있다. 또한 7,000m가 넘는 고봉들의 수도 굉장히 많은 편이다. 파키스탄 북부에는 고대 요새들의 유적들도 굉장히 많은 편이며, 심지아 알렉산더 대왕 시절부터 내려온 유적들도 있다. 파키스탄의 문화적 수도인 라호르는 무굴 제국 시대의 문화유산들도 굉장히 많이 지니고 있어 인기가 많은 편이다.
2006년 10월에 가디언지는 파키스탄의 관광업 활성화를 목적으로 ‘파키스탄의 5대 관광지’라는 제목의 기사를 발표하기도 했다. 이 5대 관광지에는 불교 성지 탁실라, 문화 중심지인 라호르, 히말라야의 카라코람 고속도로, 독특한 문화를 지닌 카리마바드, 거대한 산악호수인 사이풀 물룩 호수 등이 있다. 그럼에도 불구하고 현재까지는 파키스탄의 관광업이 열악한 치안 탓에 딱히 나아지지 못해서, 세계경제포럼은 파키스탄을 전체 141개국들 중 125위라는 매우 낮은 순위에 올려놓았다.

## 교통
교통은 카라치에서 인더스강 연안을 따라 북상하여 라호르·라왈핀디를 거쳐 페샤와르를 지나 카이바르 고개에 이르는 옛 실크로드가 간선도로이다. 아시아에서 가장 복잡하고 오래된 철도망이 오늘날 인도와 파키스탄 및 방글라데시의 세 나라에 나뉘어 있는데 이것은 영국령 시대에 부설된 것들이다. 파키스탄 철도의 총연장은 8,163km로 주로 1,676mm 궤관의 광궤이다. 1960년 이후 계속적으로 전철보다는 디젤기관차를 채용하는 움직임이 강하다. 철도도 간선도로와 같은 방향으로 건설된 노선의 교통량이 가장 많다. 대중 교통수단으로는 택시, 버스, 오토 릭샤, 마차가 있다.국제공항은 시알코트 국제공항이 있다.

## 민족

### 인구
2020년 기준으로 파키스탄은 세계에서 5번째로 인구가 많은 인구 대국으로, 세계 인구의 2.8%에 달하는 규모의 인구를 자랑한다. 2017년 파키스탄 인구조사에서는 본디 파키스탄의 인구를 약 2억 780만 명 정도로 추정하였으나, 이는 길기트-발티스탄과 아자드 카슈미르의 인구를 제외한 것으로 실제로 이를 포함하면 이보다 더 많을 것으로 추정된다.
2017년 파키스탄의 인구는 1988년의 인구보다 57%나 증가한 정도이며, 2016년 기준으로 인구성장률은 1.45% 정도로 SAARC 국가들 중 가운데 가장 높은 수치이나 현재 들어서는 성장률이 점차 낮아지고 있다. 2030년 경에는 대략 인구가 2억 6,300만 명 정도에 육박할 것으로 예상된다.
1947년 파키스탄이 영국으로부터 분할 독립할 적에, 파키스탄의 인구는 약 3,250만 명 정도였으나, 1990년과 2009년 사이쯤에 57.2% 가까이 증가하였다. 2030년에 이르면 파키스탄이 세계에서 가장 거대한 무슬림 국가로 발돋움할 것으로 예상하고 있기도 하다. 파키스탄은 중간나이가 23.4세로 굉장히 낮은 편으로 세계적으로도 젊은 편으로 속한다. 2010년 기준에는 1억 4천만 명에 이르는 사람들이 30세 이하이다. 2016년 기준으로 파키스탄의 출산율은 2.68명이며, 인도보다도 높다. 대부분의 인구는 인더스 강을 따라 남부 지역에 모여 살고 있으며, 특히 카라치 유역에 몰려 살고 있다. 또한 이를 제외한 동부, 서부, 북부 지방에는 라호르, 라왈핀디, 사르고다, 이슬라마바드, 구자라트, 페샤와르 등 대도시에 집중적으로 모여 살고 있다. 1990년과 2008년 사이에 전체 인구의 36%가 도시에 모여 살았으며, 이로 인하여 남아시아 전체에서 가장 도시화된 국가로 떠오르기도 했다.
전체 GDP의 2.8% 정도가 복지에 소요되었으며, 2010년 기준으로 예상 수명은 여성이 67세이고 남성이 65세 정도이다.

### 민족
파키스탄의 주요 민족은 펀자브인으로, 전체 인구의 44.7% 정도를 차지하고 있다. 또한 파슈툰인들이 약 15.4% 정도를 차지하고 있으며, 신드인들이 14.1%, 사라키인들이 8.4%, 인도에서 이민을 오고 우르두어를 주로 사용하는 무하지르인들이 7.6% 정도를 차지하고 발루치인들이 3.6%, 나머지 6.3%는 브라후이, 힌드코완 등 여러 소규모의 민족들이 섞여 모여 살고 있다. 또한 세계적으로는 7백만 명에 달하는 파키스탄 이민자들이 퍼져 있으며, 이는 세계에서 6번째로 많은 규모의 해외 유출인구를 보유한 것이기도 하다.

### 언어
파키스탄에서는 최소 60여 개에 달하는 언어들이 사용되고 있으며 대부분이 지역적으로만 사용되는 언어이다. 가장 널리 사용되는 언어는 무슬림들의 주요 언어이자 사실상 파키스탄의 공용어인 우르두어이다. 그 외에도 영국의 지배 영향이 있었는지 영어도 사용하며, 공적 자리나 기업체에서는 영어를 주로 사용하고 있다. 영어는 파키스탄에서 파키스탄 특유의 발음이나 단어가 첨가되어 약간 변화하기도 했는데, 이를 파키스탄식 영어라고 부른다. 영어를 제하고 가장 널리 사용되는 언어에는 펀자브어가 있으며, 파키스탄 인구의 38.78%가 첫 모어로 배우는 언어이기도 하다. 또한 서부 펀자브의 남부 방언인 사라이키어, 카이버파크툰크와 지역의 방언인 힌드코어 등도 있으며, 카이버파크툰크와 지역의 공용어는 파슈토어이다. 신디어는 신드주에서 주로 사용되며, 발루치스탄에서는 발루치어가 주로 사용된다. 드라비다 언어인 브라후이어도 발루치스탄 지역에서 주로 쓰인다. 카라치에는 구자라트어를 사용하는 사람들도 있다. 그 외에 길기트발티스탄 지역에서는 시나어, 발티어, 부루샤스키어 등이 사용되며, 아자드 카슈미르 지방에서는 파하리어, 고지리어, 카슈미리어 등이 주로 사용된다.

다양한 언어가 사용되지만 문맹률이 매우 높다고 하며, 국민의 절반 이상이 문맹인이다.

## 종교
| 종교 구성 (파키스탄) | 종교 구성 (파키스탄) | 종교 구성 (파키스탄) | 종교 구성 (파키스탄) | 종교 구성 (파키스탄) |
| -------------------- | -------------------- | -------------------- | -------------------- | -------------------- |
|                      |                      |                      |                      |                      |
| 이슬람교             | 이슬람교             |                      | 96%                  | 96%                  |
| 힌두교               | 힌두교               |                      | 1.85%                | 1.85%                |
| 기독교               | 기독교               |                      | 1.5%                 | 1.5%                 |
| 그외 종교            | 그외 종교            |                      | 0.6%                 | 0.6%                 |

파키스탄의 국교는 이슬람교이다. 다만 헌법에는 종교의 자유가 보장되어 있으며, 국민들이 어떤 종류의 종교든지 믿는 것을 원칙적으로는 가능하도록 규정은 하고 있다. 또한 종교 활동을 자유롭게 하는 것, 포교하는 것, 그리고 종교고백하는 것도 가능은 하도록 두고 있다.
파키스탄 인구의 96%가 이슬람교를 믿을 정도로 이슬람교의 세가 압도적이며, 그 다음이 1.85%의 힌두교도, 1.5%의 기독교도 등이 있다. 그 외에도 시크교도, 불교, 자이나교, 조로아스터교의 소수 분파 등이 조금씩 존재한다. 또한 무신론자들과 범신론자들도 조금씩은 존재하지만, 이들의 비율은 전체 인구의 0.5% 정도에도 미치지 못한다.

### 이슬람교
파키스탄은 전체 인구의 96%가 독실한 이슬람교도이며, 이덕분에 인도네시아 다음으로 무슬림 인구가 많은 국가이기도 하며 전세계 무슬림들의 10.5%가 파키스탄에 살고 있다. 대부분이 75%에서 95% 정도의 무슬림들이 이슬람의 분파인 수니파를 믿으며, 나머지 5%에서 25% 정도만이 시아파를 믿어 수니파가 더 강세를 점하고 있다. 2019년 기준으로 파키스탄의 시아파 인구는 대략 4,200만 명 정도로 추정되고 있다. 또한 파키스탄의 중심 도시인 카라치는 세계에서 가장 무슬림들이 많이 살고 있는 대도시이기도 하다.
19세기 말 즈음 인도에서 발흥한 이슬람 개혁주의 분파인 아마디야는 헌법에 의해서는 공식적으로 무슬림으로 규정되지는 않으나, 대부분의 국제 통계에서는 이들도 무슬림으로 치고 있으며 전체 인구의 0.22%에서 2% 사이의 비율을 차지하고 있다. 아마디야는 지금까지도 정부에 의하여 탄압을 받고 있는데, 1974년 이래 파키스탄 이슬람 사회에서 퇴출되었으며 포교, 선도 등에서도 엄격한 제재를 받고 있다. 또한 1984년에는 이들이 모스크에서 기도를 드리는 것도 금지되었다고 한다. 2012년의 경우, 파키스탄 무슬림들의 12%가 자신들이 딱히 소속된 이슬람 학파나 분파가 없다고 전했다.
이슬람 신비주의 분파인 수피즘은 파키스탄에서 워낙 그 세가 크고 역사도 긴 편으로, 주로 사원과 축제 연례 행사들을 중심으로 활발한 포교 활동을 벌이고 있다. 가장 큰 수피즘 사원들에는 12세기에 세워진 라호르의 알리 하즈웨리 사원, 그리고 신드 주의 세흐완에 세워진 샤바즈 칼란더 사원 등이 있다. 또한 이 수피즘 또한 2개의 분파로 나누어지는데, 첫 번째 분파는 ‘대중지향적’인 수피즘 분파로, 주로 시골이나 교외 지역을 중심으로 포교 활동을 펼치고 있으며 성인들과 그들을 기리는 사원들을 중심으로 깨달음을 얻어 신과 합일하는 것을 최종 목표로 하며, 두 번째 분파는 ‘이론적’ 수피즘 분파로 주로 도시와 지식인 계층을 중심으로 세가 강하며 중세의 신학자들이 쓴 경전들을 읽고 탐구하는 것을 기본적인 수양 방법으로 삼는다. 다만 현재 이슬람 근본주의자들은 수피즘을 비판하고 있기도 한데, 수피즘이 무함마드의 가르침을 제대로 구하지 못하고 교리적으로 변질되었다고 여기고 있기 때문이다.

### 힌두교
파키스탄에서 2번째로 세가 강한 종교는 힌두교로, 2010년 기준으로 파키스탄은 세계에서 5번째로 힌두교도가 많은 국가이기도 하다. 1998년 기준으로 파키스탄의 힌두교도 인구는 약 2,111,271명 정도로 추산되며, 거의 파키스탄 전 지역에 널리 퍼져서 살아가고 있으나 대부분은 신드 주에 집중되어 모여 살고 있다. 또한 신드어, 세라이키어, 게라어, 고리아어, 콜리어, 구자라트어 등 다양한 언어를 사용하며, 민족적 구성도 굉장히 다양한 편이다.
파키스탄이 건국될 시절부터 기본적으로 힌두교를 배척하고 이슬람교를 숭상하는 방향으로 정책을 잡았기 때문에, 힌두교도들은 파키스탄에서 역사적으로 탄압도 굉장히 많이 받았으며 이슬람교에 비해서 국가적인 대접도 딱히 좋지 못한 편이었다. 이로 인하여 파키스탄 내의 힌두교도 상당수는 자신들이 2등 시민으로 대접받고 있다고 여기고 있으며, 바로 옆의 힌두교 국가인 인도로 이주하고 싶어하기도 한다. 또한 2005년에는 대규모의 폭동이 일어나기도 했고, 발루치스탄 주에서는 군에 의하여 무자비하게 진압당하기도 했으며 사회적으로도 여러 차례 탄압을 받았다.

## 문화
파키스탄 사회는 굉장히 계층적인 사회로, 지역색이 대단히 강한 편이며 이슬람 율법이 생활 곳곳에 스며들어 있어 이슬람 색채에 강하게 물들어 있는 종교적인 사회이기도 하다. 기본적인 가족 형태는 대가족 형태이나, 최근 들어서는 경제 성장과 중산층의 대두로 인하여 핵가족의 형태가 점차 조금씩 증가하고 있는 추세이다. 파키스탄의 전통의복은 남성과 여성 모두 ‘샬마르 카미즈’라고 부르며, 남성들 사이에서는 청바지, 셔츠 등 서구식 의복들도 점차 유행하고 있다. 최근들어 파키스탄의 중산층 인구는 3,500만 명 수준까지 증가하였으며, 상류층과 중상류층도 크게 증가하여 거의 1,700만 명에 이르러 이 흐름에 맞추어 사회의 주도권도 시골의 지주들로부터 도시의 신흥 엘리트층들에게 이동하고 있는 중이다. 파키스탄의 축일에는 라마단, 크리스마스, 부활절, 디왈리, 홀리, 이드 알피트르, 이드 울 아즈하 등이 있다.

### 의복
파키스탄의 전통복은 ‘샬와르 카미즈’라고 부르며, 펀자브, 신드, 발루치스탄, 카이버파크툰크와 등 4개의 주에서 남성과 여성의 구분없이 모두가 즐겨 입는다. 다만 지방별로 조금씩 복식에 차이는 있는 편이다. 샬와르 카미즈는 실크, 솜 등으로 만들며, 색깔과 디자인, 그리고 의복의 재질 등은 개인의 취향에 따라서 굉장히 종류가 다양하다. 최근들어서는 조금씩 현대화와 서구화가 진행되면서 특히 남성들을 중심으로 회사나 사회적 모임, 혹은 학교에서 서구식 양복을 입고 다니는 것이 흔해지고 있다.
파키스탄에서는 패션 산업도 점차 활기를 띠고 있는데, 현재는 주로 전통복과 서구 양복을 혼용하여 입고 있는 편이며, 아직까지는 특히 시골 지방을 중심으로 서구 복식을 입기보다는 전통복을 오히려 더 즐겨 입고 있는 편이다. 라호르에는 ‘파키스탄 패션 디자인 협회’도 개설되어 있으며, 이 협회에서 PFDC 패션위크를 개최하며 카라치에 본사가 위치한 패션 파키스탄 협회는 패션 파키스탄 위크를 개최하기도 한다. 파키스탄의 첫 패션위크는 2009년 11월에 처음으로 열렸다.

### 미디어
21세기 이전까지, 파키스탄의 중심 미디어는 국영기업인 파키스탄 텔레비전(PTV)와 파키스탄 라디오(PBC), 그리고 몇몇 개인 소유의 영리 신문 등이 독점하고 있었다. 그러나 21세기 들어서는 인터넷의 보급이 활발해지면서 점차 24시간 운영하는 뉴스 미디어들의 활동이 활발해졌으며, 거대한 규모의 텔레비전 채널들이 생겨나기 시작하였다. 다만 이에 불구하고 아직까지 언론의 자유가 높은 편은 아니라서, 국경없는기자회는 2016년에 파키스탄의 언론자유지수를 전체에서 147위 정도로 낮게 잡기도 하였다. 다만 이와 동시에 ‘정치인들의 스캔들이나 가십들을 보도하는 데에는 아시아에서 가장 자유로운 편’이라고 평가하기도 했다. BBC는 파키스탄의 미디어들을 보고 ‘남아시아에서 가장 말이 많다’라고 평했으며, 이같은 활발한 스캔들 폭로 덕에 정치인들의 부패를 폭로하는 데에 한 몫을 하기도 했다.
파키스탄 영화계는 세계적 영화 중심지인 할리우드의 이름을 따와서 별칭으로 ‘롤리우드’, ‘카리우드’ 등으로도 불리며, 주로 카라치, 라호르, 페샤와르 지역을 중심으로 영화가 활발하게 제작되고 있다. 인도의 볼리우드 계열의 영화들은 1965년부터 2008년까지 파키스탄 내 상영이 중단되었으나, 점차 교류가 활발해지면서 2008년에 마침내 제재가 풀렸다. 또한 우르두어로 제작되는 드라마가 여러 편 제작되고 있으며, 1990년대 이래 여러 차례 장편 드라마를 내놓기도 하면서 수많은 유명 배우들을 배출한 적도 있다. 파키스탄에서는 1960년대와 1970년대에 팝 음악과 디스코가 전성기를 누렸으며, 1980년대와 90년대에는 영국의 영향을 받아 락 음악이 세를 불렸고, 2000년대 들어서는 잠시 동안 헤비메탈 음악이 대중의 인기를 끈 적이 있다.

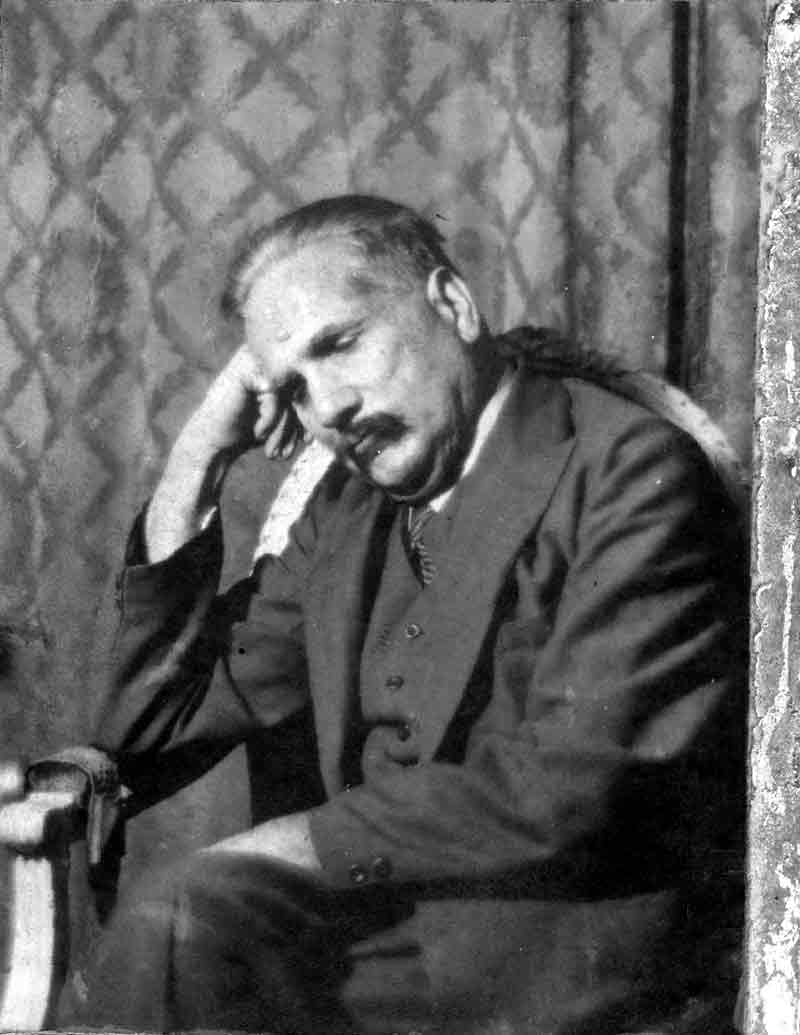
파키스탄의 국민 시인이라 불리는 무하마드 이크발

### 문학
파키스탄은 여러 언어가 공존하는 다문화 사회답게, 문학도 우르두어, 신드어, 펀자브어, 파슈터어, 발루치어, 페르시아어, 영어 등 수많은 언어들로 쓰여져 있다. 파키스탄의 문학 중심지는 파키스탄 문학 협회이며, 파키스탄 국립 도서관에서는 현재까지도 작가들을 양성하고 출판을 도와주면서 파키스탄 문학을 세계적으로 알리는 데에 일조하고 있다. 19세기 전까지 파키스탄 문학은 주로 시조나 종교적인 예찬시, 전통 설화 등이 주류를 이루고 있었는데, 식민시기를 거치면서 서구적인 문학사풍의 영향을 받아 근대적 ‘소설’의 개념이 등장하기 시작하였고, 나중에는 수많은 종류들의 주제를 다루는 픽션 소설들이 넘쳐나게 된다.
파키스탄의 국민 시인이라 불리는 무함마드 이크발은 우르두어와 페르시아어로 시를 썼으며, 이슬람 문명의 부활을 주장하며 전세계의 무슬림들이 혁명을 일으켜 전세계 이슬람권을 하나로 묶으려 노력한 시인이다. 또한 인도의 무슬림들을 규합하여 ‘파키스탄’이라는 이슬람 국가를 창립하는 데에 크게 기여한 사람이기도 하다. 무함마드 이크발 외에도 파키스탄의 유명한 우르두어 문학가에는 조쉬 말리하바디 파이즈 아흐메드 파이즈, 사다트 하산 만토 등이 있으며, 사데콰인, 굴기 등은 서예와 그림으로 명성을 날렸다. 수피 계열의 시인들에는 샤 압둘 라티프, 불레 샤, 미안 무함마드 바크쉬, 크와자 파리드 등이 있다. 한편 문학과 밀접한 관련이 있는 철학의 경우, 무함마드 이크발을 중심으로 본격적으로 발전이 시작되었으며 이후 무함마드 아사드, 마우디디, 모함마드 알리 조하드 등의 철학가들이 활동한 바 있다.

### 건축
파키스탄의 건축 역사는 크게 이슬람 이전, 이슬람기, 식민기, 독립 이후, 이렇게 4개의 시기로 나뉜다. 기원전 3000년 경 인더스 문명의 중반부 즈음에 본격적인 고도의 도시 문명이 발달하면서 처음으로 대규모 건축물이 지어지기 시작하였다. 가장 대표적인 파키스탄 고대 건축물들에는 모헨조다로, 하라파 등이 있으며, 이후 불교가 번성하고 그리스 문명의 영향을 받으면서 1세기 경부터 그리스 불교식 건축이 크게 유행하기 시작하였다. 이후 그리스 불교식 건축은 간다라 양식을 기준으로 그 정점을 찍었으며, 이 시기 가장 대표적인 유적들에는 카이버파크툰크와의 탓-이-바히 사원 유적 등이 있다.
이후 이슬람이 전래되기 시작하면서, 불교 사원들의 건축은 얼마 지나지 않아 사라졌고 대신 아랍 양식의 영향을 받은 이슬람 건축물들이 본격적으로 지어지기 시작하였다. 무굴 제국 시기에는 페르시아-이란의 영향을 받은 건축물들이 여러 차례 지어졌고, 나중에는 파키스탄만의 독특한 건축 양식이 여러 차례 나타나기도 했다. 또한 무굴의 황제들이 여러 차례 거주하기도 한 라호르의 경우, 바드샤히 모스크, 라호르 성채, 와지르 칸 모스크 등 무굴 제국 전역에서도 손꼽힐만한 아름다운 건물들이 다수 지어졌다. 한편 영국 식민시기에는 점차 인도와 영국의 건축물을 합쳐놓은 듯한 양식의 건물들이 지어졌다. 이후 독립을 거치고 나자 파이살 모스크, 미나르-이-파키스탄, 마자르-이-콰이드 등과 같이 현대적인 건축물들이 지어지기 시작하였다.

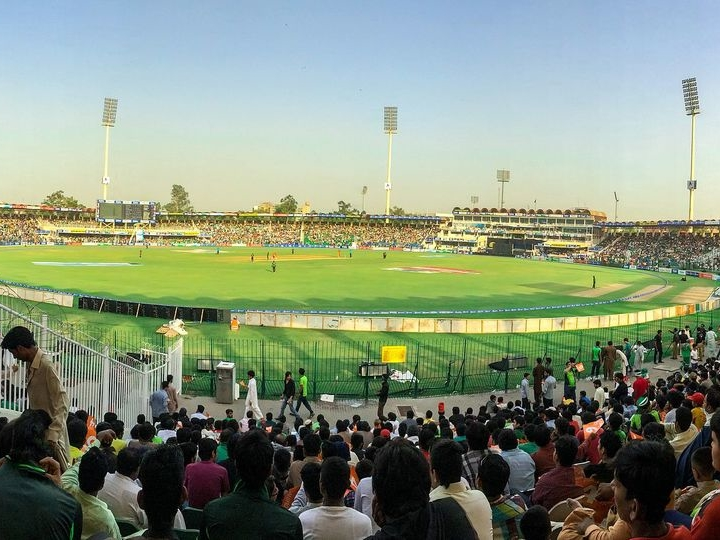
라호르에 위치한 파키스탄 최대 크리켓 경기장인 가다피 경기장

### 스포츠
현재 파키스탄에서 인기를 끌고 있는 스포츠들은 대다수가 영국에서 전래된 것으로, 대부분 영국 식민시기에 전파되었다. 파키스탄의 국민 스포츠는 필드 하키이며, 팀의 실력도 좋은 편이라서 1960년, 1968년, 1984년에는 올림픽에서 금메달을 딴 적도 있다. 또한 1971년, 1978년, 1982년, 1994년에 열린 하키 월드컵에서도 4번이나 우승을 차지하였다.
영국에서 전래된 게임인 크리켓도 굉장히 인기가 많다. 최근들어서는 오히려 필드 하키보다도 인기를 많이 끌면서, 크리켓 월드컵, U20 크리켓 월드컵, 크리켓 챔피언십 등 여러 차례 세계 크리켓 경기에서도 메달을 많이 획득한 바 있다. 파키스탄 크리켓 국가대표팀은 1992년에 열린 크리켓 월드컵에서 승리한 적이 있으며, 2007년, 2009년에는 20세 이하의 선수들만 참여하는 크리켓 국제전에서 승리한 적도 있다. 다만 2009년 3월에 군대가 투어 경기를 온 스리랑카 크리켓 대표팀을 공격하면서 2015년까지 단 한 번도 국제전이 열리지 못했고, 2015년 3월에야 짐바브웨 대표팀이 간신히 투어 경기를 파키스탄 현지에서 진행하는 것에 합의하면서 겨우 이에 벗어날 수 있었다. 2017년에는 결승전에서 인도를 꺾으며 크리켓 챔피언 트로피를 거머쥐기도 했다.
파키스탄에서 2번째로 대중적인 스포츠는 프로 축구로, 파키스탄 축구 연맹에서 주관하고 있다. 파키스탄 축구는 거의 파키스탄 자체보다도 역사가 깊다고 할 수 있는데, 영국 식민기부터 인기가 많던 축구는 파키스탄이 세워진 지 얼마되지 않아 1947년에 파키스탄 축구연맹(PFF)가 세워졌고, 무함마드 알리 진나가 직접 축구에 관심을 보이며 국민적인 스포츠로 확고히 자리매김하게 된다.
파키스탄의 최고 축구 리그는 파키스탄 프리미어 리그이며, 현재 유명한 파키스탄 출신 축구 선수들로는 칼리물라 칸, 제시 레만, 무하마드 에사, 하룬 유사프, 무함마드 아딜 등이 있으며 파키스탄 축구 대표팀 내의 해외파 중 잉글랜드, 벨기에, 덴마크 등 유럽의 하위 리그와 아제르바이잔 프리미어리그 등에서 뛰고 있는 선수들이 대부분을 차지한다.
파키스탄은 여러 차례 국제전을 유치한 경험이 있는데, 대표적으로 1989년과 2004년 남아시아 게임을 개최한 바 있으며 1984년, 1993년, 1996년, 2003년 세계 스퀴시 챔피언십을 개최하였고, 1987년, 1996년 크리켓 월드컵, 1990년 하키 월드컵도 개최하였다.a
- 국가원수 : 파키스탄의 국가원수는 대통령으로, 헌법 41조 3항에 의하여 상원의원들로 구성된 선거인단에서 선출된다. 대통령은 국가의 상징적인 최고지도자이며, 파키스탄 군대의 민간 군통수권자이기도 하다. 그러나 정치적인 실권은 거의 파키스탄 총리에게 있으며, 군통수권 또한 총리에게 있다. 총리가 자신이 임명할 후보들의 자질을 평가한 다음, 그 명단을 대통령에게 재가해달라고 올리면 대통령은 그저 이를 허가해주기만 할뿐, 실질적인 권한은 그다지 많은 편이 아니다. 또한 대통령의 권한이 이전보다도 굉장히 약화되어 있기에, 대통령이 권한을 행사하려 할 때에도 무조건적으로 의회와 내각, 그리고 총리의 허가를 받고 행동해야 하기에 타 대통령제 국가들에 비하여 대통령의 권한이 매우 작은 편이다.[113]
- 입법부 : 파키스탄은 양원제를 채택한 국가로, 상원은 104석으로 구성되어 있으며 하원은 342석으로 구성되어 있다. 하원의원들은 국민들에 의하여 직접선거로 뽑히며, 이 국민을 대표한다는 명분을 가지고 있기에 상원보다 실질적인 권한은 더 큰 편이다. 헌법에 의하면 여성과 종교적 소수자들을 배려하기 위하여 하원에는 최소 70석 정도가 소수 정당들에게 배분되어 있다고 한다. 한편 상원의원들은 지방의원들에 의하여 선출되며, 모든 주들이 동등한 발언권을 가지고 있다. 다만 실질적인 권한은 하원에 비하여 작다.
- 행정부 : 행정부의 최고 수반은 총리로, 보통의 경우 하원에서 최대 의석을 차지한 정당의 지도자가 총리로 선출된다. 파키스탄의 총리는 정부 수반이며, 대통령보다도 많은 권한을 가지고 있어 사실상 국가의 행정권을 총지휘하는 입장이다. 총리는 내각을 임명할 권한이 있으며, 정책들을 심의하고 결정할 권한도 있다. 또한 외국과의 조약 체결, 장,차관보 임명, 비서관 임명 등도 모두 총리의 허가를 받고 이루어진다.
- 지방정부 : 파키스탄은 4개의 주로 이루어져 있으며, 지방정부의 시스템은 거의 비슷한 편으로 국민에 의하여 직접선거로 구성된 지방의회들이 각각 있고 지방의회에서 최대 의석을 차지한 정당의 지도자가 그 주의 행정장관이 된다. 행정장관은 지방정부를 진두지휘하는 역할을 맡으며, 지역의 내각을 꾸려 그 주의 국정을 책임질 권한이 있다. 파키스탄에서는 워낙 지역색이 다른 탓에 각 주의 행정장관들이 모두 다른 당에 속해있는 것이 흔한 편이다. 한편 중앙정부와 총리는 각 주에 비서실장을 임명할 수 있는데, 이 비서실장은 해당 지역의 공무원들을 감독하는 역할을 한다. 지방 의회는 법률을 제정하고 지방의 재정장관이 제출한 예산안을 심의할 수 있다. 한편 대통령은 주지사들을 임명하는데, 이 주지사는 각 주의 상징적인 수반일 뿐 특별한 권한은 없다.
- 사법부 : 파키스탄의 사법부는 2개의 수직적인 틀로 나누어진다. 상위 법원이 있으며, 하위 법원이 따로 존재하는 것이다. 파키스탄의 최고 사법수장은 대법관이며, 모든 종류의 사법권을 관할할 수 있다. 또한 최고 법정은 파키스탄 대법원이고, 이슬람 국가인 파키스탄이기에 샤리아 연방법원과 5개의 고등법원들도 따로 존재한다. 파키스탄 헌법에는 사법부가 행정부로부터 독립되어야 한다고 명시되어 있기는 하지만, 파키스탄의 고질적인 부정부패 탓에 사법과 행정체계가 완벽히 분리되어 있는 것은 아니다. 그 외에 각 지방마다도 지방법원들이 따로 있다.

## 같이 보기
- 파키스탄의 행정 구역